# Literaturjahr 2016
Liste der Literaturjahre

◄◄ | ◄ | 2012 | 2013 | 2014 | 2015 | Literaturjahr 2016 | 2017 | 2018 | 2019 | 2020 | ►

Weitere Ereignisse

## Ereignisse
- 3. Januar: In Hongkong kommt es zu Protesten gegen das Verschwinden mehrerer Mitarbeiter eines Verlages mit chinakritischen und dort verbotenen Büchern.[1]
- 8. Januar: Das Münchner Institut für Zeitgeschichte stellt eine wissenschaftlich kommentierte Gesamtausgabe des Buches Mein Kampf vor.[2]
- Februar: Andreas Platthaus wird neuer Leiter des Ressorts Literatur und Literarisches Leben der FAZ.
- Februar: Der Berliner Nicolai Verlag wird von Christiane Kofler gekauft.[3]
- 24. Februar: Anlässlich des 90. Geburtstags von Erich Loest wird der Erich-Loest-Preis ins Leben gerufen.
- 25. Februar: Der Roman Auslöschung. Ein Zerfall von Thomas Bernhard wird in der Bühnenfassung von Oliver Reese in Wien uraufgeführt.[4]
- 15. März: Felicitas von Lovenberg wird nach Marcel Hartges neue Verlegerin des Piper Verlags.
- 17.–20. März: Leipziger Buchmesse (ohne Gastland)
- 21. März: Welttag der Poesie
- 21. März: Der Zürcher Verlag Kein & Aber übernimmt den insolventen Berliner Rogner & Bernhard-Verlag.[5]
- 26. März: 4. Indiebookday[6]
- 02. April: Internationaler Kinderbuchtag
- 07. April: Die Suhrkamp Verlagsgruppe übernimmt einen 51%igen Anteil am Elisabeth Sandmann Verlag.[7]
- 21. April: Der BGH erklärt in einer Revisionsentscheidung zuungunsten von Buchverlagen die derzeitige Ausschüttungspraxis der VG Wort für unzulässig.[8] Gegen diese Entscheidung legt der Verlag C.H.Beck Ende Juni d. J. Verfassungsbeschwerde ein.[9]
- 23. April: Welttag des Buches – UNESCO-„Welthauptstadt des Buches“ ist 2016 die niederschlesische Stadt Breslau.[10]
- 09./10. Mai: Europäische Schriftstellerkonferenz in Berlin[11]
- 23. Mai: Als Imprint des Verlages für Berlin-Brandenburg wird in Berlin der Quintus-Verlag gegründet.
- 23. Mai: Mit Wirkung zu Mitte Juni 2016 stellt die größte britische Buchhandelskette Waterstones den Vertrieb von E-Books ein.[12]
- 3.–5. Juni: 14. Linke Buchtage Berlin[13]
- 16. Juni: Bloomsday
- 4. Juli: Im Zuge von Umstrukturierungsplänen kommt es zu einem „Rückbau“ der Berliner Präsenz des Berlin Verlags.[14][15]
- 6. Juli: Die SWR-Literatursendung lesenswert quartett wird künftig nur noch von Denis Scheck moderiert, nachdem Felicitas von Lovenberg Verlagsleiterin des Piper Verlags wurde (s. o.).[16]
- 11. Juli: Die Buchhandelsgruppe Thalia wird mehrheitlich von Herder übernommen.[17][18]
- 11. Juli: Mit der Frankfurter Buchmesse als Kooperationspartner wird der mit insgesamt 30.000 Euro dotierte „Global Illustration Award“ als „erster internationaler Preis für Illustrationen“ ausgeschrieben; der auch für Buchumschlags- und Kinderbuchillustrationen vorgesehene Preis soll erstmals auf der diesjährigen Frankfurter Buchmesse vergeben werden.[19]
- 14.–16. Juli: Internationales Festival „Empfindlichkeiten. Homosexualitäten und Literatur: Maske, Körper, Schrift“ im Literarischen Colloquium Berlin[20]
- 20. Juli: Die beteiligten Verlage kündigen die Herausgabe einer auf 30 Bände projektierten Gesamtausgabe der Werke und Briefe von Ingeborg Bachmann an, die in Kooperation zwischen den Verlagen Piper und Suhrkamp und dem Salzburger Bachmann-Archiv erfolgen wird;[21] entgegen der ursprünglichen Planung erscheinen die ersten beiden Bände erst im 1. Halbjahr 2017.
- August: In dem 2015 gegründeten deutschsprachigen Penguin Verlag erscheinen die ersten Taschenbücher und Paperbacks.
- 22. August: Im Alter von 76 Jahren stirbt der Hamburger Buchhändler Wilfried Weber.[22][23][24]
- 24.–28. August: 15. Internationales Literaturfest Poetische Quellen im Kulturpark Aqua Magica in Ostwestfalen-Lippe[25]
- 25.–28. August: 36. Erlanger Poetenfest[26]
- 1. September: Das Buchpreisbindungsgesetz gilt in Deutschland nun auch offiziell auch für E-Books.
- 1. September: Uraufführung der 1924 fertiggestellten Tragödie Niemand von Ödön von Horváth
- 7.–17. September: 16. Internationales Literaturfestival Berlin
- 12. September: Die bisherige „Literaturwerkstatt Berlin“ wird umbenannt in Haus für Poesie Berlin; Oswald Egger hält dabei erstmals die Berliner Rede zur Poesie, die künftig jährlich von einem internationalen oder deutschsprachigen Dichter gehalten werden und als Publikation im Wallstein Verlag erscheinen soll.[27]
- 14. September bis 24. Oktober: 8. Harbour Front Literaturfestival in Hamburg[28]
- 30. September: Internationaler Übersetzertag[29]
- 02. Oktober: Von neun Schriftsteller-Verbänden wird in Berlin das Netzwerk Autorenrechte gegründet.[30]
- 19.–23. Oktober: Frankfurter Buchmesse; Ehrengast: Niederlande und Flandern unter dem Motto „Dies ist, was wir teilen“[31]
- 28.–30. Oktober: 3. Schamrock – Festival der Dichterinnen in München (und vorab am 21. Oktober im Literaturhaus Wien)[32]
- 28. Oktober bis 6. November: Stadtsprachen – Festival der internationalen Literaturen Berlins[33][34]
- 2.–5. November: 20. Deutschsprachige Poetry Slam-Meisterschaften in Stuttgart
- 3.–6. November: Europäische Literaturtage; Thema: „Die Kolonisten“, u. a. in Krems an der Donau[35]
- 4.–6. November: 21. Linke Literaturmesse Nürnberg
- 10.–27. November: 7. Literaturfest München[36]
- 11.–13. November: BuchBasel[37]
- 15. November: Mit dem Titel Es waren Habichte in der Luft startet der Verlag Hoffmann und Campe als „Hamburger Ausgabe“ eine kommentierte Werkausgabe von Siegfried Lenz.[38]
- 18. November: Das im kalifornischen Pacific Palisades gelegene Haus, in dem von 1942 bis 1952 Thomas Mann gelebt hat, wird von Deutschland zum Zwecke künftiger kultureller Nutzung erworben.[39][40]
- Dezember: Der erste Austrian Superheroes Comic erscheint.
- 07. Dezember: Erste Veranstaltung innerhalb der Literaturtheaterreihe Trilogie der vergessenen Literaten
- 20. Dezember: Der niederländische Wissenschaftsverlag Brill übernimmt die Verlage Ferdinand Schöningh und Wilhelm Fink.[41]
- 2016: Zur Vermarktung von „Internet-Influencern“ und Web-Künstlern wird in Köln der Buchverlag Community Editions gegründet.
- 2016: In Berlin wird der sich auf Literatur aus Südosteuropa spezialisierende eta Verlag gegründet.
- 2016: Mit dem Schwerpunkt auf Kunst- und Fotobüchern werden die in Stuttgart beheimateten Hartmann Books gegründet.
- 2016: In Villingen-Schwenningen wird, anfangs als Eventagentur, der Verlag Dichterwettstreit deluxe gegründet.
- 2016: Im Herbst wird die Edition Outbird, beheimatet in Gera, gegründet.
- 2016: Im schweizerischen Buchs wird der unabhängige Jugendbuch-Verlag da bux gegründet.
- 2016: Mit dem Ziel, japanischer Belletristik zu verstärkter Wahrnehmung zu verhelfen, wird in London der Verlag Red Circle Authors gegründet.
- 2016: Harry Potter und das verwunschene Kind von Joanne K. Rowling ist das 2016 meistverkaufte Buch in Deutschland;[42] die Gesamteinnahmen von Rowling belaufen sich 2016 lt. Forbes auf 95 Millionen Dollar.[43]
- 2016: Das meistgespielte Bühnenstück auf deutschsprachigen Theatern ist in der Theatersaison 2015/16 mit 46 Inszenierungen die Bühnenfassung von Wolfgang Herrndorfs Roman Tschick; bei den Uraufführungen liegt Ferdinand von Schirachs Gerichtsdrama Terror mit 18 Inszenierungen an der Spitze.[44]
- 2016: In der Türkei werden neben Zeitungen, Radiostationen und Fernsehsendern auch 29 Buchverlage von der Regierung zwangsweise geschlossen.[45][46][47]

## Jahrestage (Auswahl)

### 50. Geburtstag
Für weitere Einträge siehe auch unter: Literaturjahr 1966
- 06. Januar: Johannes Jansen, deutscher Dichter und Schriftsteller
- 15. Februar: Andreas Platthaus, deutscher Journalist und Autor
- 19. Februar: Jan Kuhlbrodt, deutscher Dichter und Schriftsteller
- 24. Februar: Alain Mabanckou, kongolesisch-französischer Dichter und Schriftsteller
- 01. März: Delphine de Vigan, französische Schriftstellerin
- 02. März: Ann Leckie, US-amerikanische Science-Fiction und Fantasy-Schriftstellerin
- 05. März: Mark Z. Danielewski, US-amerikanischer Schriftsteller
- 13. März: Alastair Reynolds, britischer Science-Fiction-Autor
- 14. März: Robert Bingham, US-amerikanischer Schriftsteller († 1999)
- 16. März: Dirk von Petersdorff, deutscher Literaturwissenschaftler und Schriftsteller
- 27. März: Bettina Balàka, österreichische Schriftstellerin
- 04. April: Katharina Gericke, deutsche Dramatikerin
- 06. April: Vince Flynn, US-amerikanischer Autor von Politthrillern († 2013)
- 15. April: Cressida Cowell, britische Kinderbuchautorin
- 20. April: David Chalmers, australischer Philosoph
- 27. April: Oliver Maria Schmitt, deutscher Schriftsteller
- 03. Mai: Agnès Desarthe, französische Schriftstellerin
- 20. Mai: Nina Jäckle, deutsche Schriftstellerin
- 28. Mai: Miljenko Jergović, kroatisch schreibender bosnischer Schriftsteller
- 31. Mai: Frank Goosen, deutscher Kabarettist und Schriftsteller
- 08. Juni: Fabjan Hafner, österreichischer Schriftsteller, Literaturwissenschaftler und Übersetzer († Mai 2016)
- 28. Juni: Åsa Larsson, schwedische (Krimi-)Schriftstellerin
- 02. Juli: Vladimir Vertlib, österreichischer Schriftsteller
- 09. Juli: Amélie Nothomb, belgische Schriftstellerin
- 11. Juli: Nadeem Aslam, pakistanisch-britischer Schriftsteller
- 21. Juli: Sarah Waters, britische Schriftstellerin
- 07. August: Robert Seethaler, österreichischer Schriftsteller
- 13. August: Jens Bisky, deutscher Journalist und Schriftsteller
- 21. August: Denise Mina, britische Schriftstellerin und Dramatikerin
- 22. August: Alexander Gorkow, deutscher Journalist und Schriftsteller
- 25. September: Niccolò Ammaniti, italienischer Schriftsteller
- 11. Oktober: Christoph Peters, deutscher Schriftsteller
- 19. Oktober: David Vann, US-amerikanischer Schriftsteller
- 20. Oktober: John von Düffel, deutscher Schriftsteller und Dramatiker
- 06. November: Juan Tomás Ávila Laurel, äquatorialguineischer Schriftsteller und Dichter
- 12. November: Nils Minkmar, deutscher Historiker, Journalist und Essayist
- 18. November: Jorge Camacho, spanischer Schriftsteller (auf Spanisch und Esperanto)
- 06. Dezember: Dirk Dobbrow, deutscher Schriftsteller und Dramatiker
- 07. Dezember: Lucía Etxebarria, spanische Schriftstellerin
- 28. Dezember: Rainer Vollath, deutscher Schriftsteller
- 29. Dezember: Christian Kracht, Schweizer Schriftsteller und Journalist

- unbekannt: Chris Abani, nigerianischer Schriftsteller
- unbekannt: Cvetka Lipuš, österreichische Lyrikerin (auf Slowenisch)
- unbekannt: Patrick Redmond, britischer Jurist und Schriftsteller
- unbekannt: Ralf Schwob, deutscher Schriftsteller

#### Werke
→ Neuerscheinungen 1966

#### Weitere Jubiläen
→ Ereignisse 1966
- 27. Mai 1966: UA der Jagdszenen aus Niederbayern von Martin Sperr
- 08. Juni 1966: UA der Publikumsbeschimpfung von Peter Handke
- 20. November 1966: UA des Musicals Cabaret (nach Texten von John Van Druten bzw. Christopher Isherwood)

### 100. Geburtstag
- 16. Januar: Kyra Stromberg, deutsche Essayistin, Biografin und Übersetzerin († 2006)
- 19. Januar: Brion Gysin, US-amerikanischer Maler, Dichter und Schriftsteller († 1986)
- 28. Januar: Vergílio Ferreira, portugiesischer Schriftsteller († 1996)
- 11. Februar: Dionys Mascolo, französischer Verlagslektor und Schriftsteller († 1997)
- 12. Februar: Michel de Saint-Pierre, französischer Schriftsteller und Essayist († 1987)
- 04. März: Giorgio Bassani, italienischer Schriftsteller und Dichter († 2000)
- 04. März: Hans Jürgen Eysenck, britischer Psychologe und Autor († 1997)
- 08. März: Robert Wolfgang Schnell, deutscher Schriftsteller († 1986)
- 15. März: Gomikawa Jumpei, japanischer Schriftsteller († 1995)
- 15. März: Blas de Otero, spanischer Lyriker († 1979)
- 31. März: Zoé Oldenburg, russisch-französische Historikerin und Schriftstellerin († 2002)
- 12. April: Beverly Cleary, US-amerikanische Kinderbuchautorin († 2021)
- 26.? April: Dorothy Salisbury Davis, US-amerikanische (Krimi-)Schriftstellerin († 2014)
- 26. April: Morris L. West, australischer Schriftsteller († 1999)
- 30. April: Paul Kuusberg, estnischer Schriftsteller († 2003)
- 03. Mai: Pierre Emmanuel, französischer Dichter und Kulturrepräsentant († 1984)
- 10. Mai: Alfred Weidenmann, deutscher Jugendbuchautor und Regisseur († 2000)
- 11. Mai: Camilo José Cela, spanischer Schriftsteller und Nobelpreisträger († 2002)
- 17. Mai: Robin Maugham, britischer Schriftsteller († 1981)
- 17. Mai: Lenka Reinerová, deutsch-tschechische Schriftstellerin und Journalistin († 2008)
- 21. Mai: Harold Robbins, US-amerikanischer Schriftsteller († 1997)
- 24. Mai: Hans Kasper, deutscher Schriftsteller († 1990)
- 28. Mai: Walker Percy, US-amerikanischer Schriftsteller († 1990)
- 31. Mai: Bernard Lewis, britisch-amerikanischer Publizist und Historiker († 2018)
- 01. Juni: Murilo Rubião, brasilianischer Schriftsteller († 1991)
- 09. Juni: Jurij Brězan, sorbischer Schriftsteller († 2006)
- 14. Juni: Georg Henrik von Wright, finnischer Philosoph und Essayist († 2003)
- 24. Juni: John Ciardi, US-amerikanischer Dichter, Übersetzer und Etymologe († 1986)
- 24. Juni: Alice Schmidt, deutsche Tagebuchautorin und Stiftungsgründerin († 1983)
- 29. Juni: Runer Jonsson, schwedischer Journalist und (Kinderbuch-)Autor († 2006)
- 30. Juni: Karl Neumann, deutscher Kinder- und Jugendschriftsteller († 1985)
- 06. Juli: Harold Norse, US-amerikanischer Dichter und Schriftsteller († 2009)
- 06. Juli: Unica Zürn, deutsche Schriftstellerin und Zeichnerin († 1970)
- 14. Juli: Natalia Ginzburg, italienische Schriftstellerin († 1991)
- 16. Juli: Kristján frá Djúpalæk, isländischer Dichter und Schriftsteller († 1994)
- 22. Juli: David Rokeah, israelischer Dichter († 1985)
- 24. Juli: John D. MacDonald, US-amerikanischer Schriftsteller († 1986)
- 27. Juli: Elizabeth Hardwick, US-amerikanische Literaturkritikerin und Schriftstellerin († 2007)
- 01. August: Anne Hébert, frankokanadische Schriftstellerin († 2000)
- 04. August: Orlando Mendes, mosambikanischer Schriftsteller († 1990)
- 05. August: Peter Viereck, US-amerikanischer Historiker, Dichter und Essayist († 2006)
- 06. August: Ernst Schwarz, österreichischer Sinologe, Lyriker, Essayist und Übersetzer († 2003)
- 21. August: Ingrid Vang Nyman, dänisch-schwedische Buchillustratorin († 1959)
- 23. August: Günter Sachse, deutscher Schriftsteller († 2008)
- 28. August: Cleonice Berardinelli, brasilianische Lusitanistin († 2023)
- 28. August: C. Wright Mills, US-amerikanischer Soziologe († 1962)
- 28. August: Jack Vance, US-amerikanischer Science-Fiction-Autor († 2013)
- 05. September: Frank Yerby, US-amerikanischer Autor historischer Romane († 1991)
- 12. September: Mary Stewart, britische Schriftstellerin († 2014)
- 13. September: Roald Dahl, britischer Schriftsteller († 1990)
- 14. September: Eric Bentley, britisch-amerikanischer Theaterkritiker, Essayist, Dramatiker, Herausgeber und Übersetzer († 2020)
- 20. September: Paul Parin, Schweizer Psychoanalytiker und Schriftsteller († 2009)
- 21. September: Françoise Giroud, französische Schriftstellerin († 2003)
- 25. September: Jessica Anderson, australische Schriftstellerin († 2010)
- 27. September: S. Yizhar, israelischer Schriftsteller († 2006)
- 29. September: Antonio Buero Vallejo, spanischer Dramatiker († 2000)
- 03. Oktober: James Herriot, britischer Tierarzt und Schriftsteller († 1995)
- 08.? Oktober: George Turner, australischer (Science-Fiction-)Schriftsteller und Literaturkritiker († 1997)
- 10. Oktober: David Gascoyne, britischer Dichter und Schriftsteller († 2001)
- 12. Oktober: Wilhelm Muster, österreichischer Schriftsteller und Übersetzer († 1994)
- 27. Oktober: Kazimierz Brandys, polnischer Schriftsteller († 2000)
- 27. Oktober: Kåre Holt, norwegischer Schriftsteller († 1997)
- 27. Oktober: Heinz Zache, deutscher Kinderbuchautor
- 02. November: Ronald W. Clark, britischer Schriftsteller, Biograf († 1987)
- 08. November: Peter Weiss, deutscher Schriftsteller, Maler und Graphiker († 1982)
- 10. November: John Thomas Phillifent (Ps.: John Rackham), britischer Science-Fiction-Autor († 1976)
- 17. November: Shelby Foote, US-amerikanischer Schriftsteller († 2005)
- 20. November: James Pope-Hennessy, britischer Biograf und Reiseschriftsteller († 1974)
- 24. November: Forrest J. Ackerman, US-amerikanischer Autor, Herausgeber und Verleger von Science-Fiction-Literatur († 2008)
- 30. November: John Franklin Bardin, US-amerikanischer (Krimi-)Schriftsteller († 1981)
- 09. Dezember: Wolfgang Hildesheimer, deutscher Schriftsteller und Maler († 1991)
- 14. Dezember: Shirley Jackson, US-amerikanische Schriftstellerin († 1965)
- 17. Dezember: Penelope Fitzgerald, britische Schriftstellerin († 2000)
- 17. Dezember: Toon Hermans, niederländischer Kabarettist und Liedtexter († 2000)
- 20. Dezember: Gonzalo Rojas, chilenischer Dichter († 2011)
- 21. Dezember: Maurice Chappaz, französischsprachiger Schweizer Schriftsteller († 2009)
- 26. Dezember: Rüdiger Proske, deutscher Fernsehjournalist und Autor († 2010)
- unbekannt: Edward S. Aarons, US-amerikanischer Schriftsteller († 1975)

#### Werke
- 03. März 1916: Uraufführung des Dramas Rachel von Angelina Weld Grimké in Washington, D.C.
- 05. März 1916: Uraufführung der Oper Die toten Augen von Eugen d’Albert (Musik) nach einem Libretto von Hanns Heinz Ewers und Marc Henry
- April 1916: Die Kurzgeschichte Leichter Atem von Iwan Bunin erscheint in der Moskauer Zeitung Russkoje slowo.
- Mai 1916: Die Kurzgeschichte Kasimir Stanislawowitsch von Iwan Bunin erscheint in der Petrograder Zeitschrift Letopis.
- Mai 1916: Die Kurzgeschichte Enoch Soames von Max Beerbohm erscheint in The Century Magazine.
- 30. September 1916: Uraufführung des Dramas Der Sohn von Walter Hasenclever in Prag
- November 1916: In New York City erscheint mit dem Fantasy-Kinderbuch The Clan of Munes das einzige schriftstellerische Werk des amerikanischen Marinemalers und Illustrators Frederick Judd Waugh.
- 05. November 1916: Uraufführung der Komödie Die treue Magd von Bruno Frank in Dresden und Leipzig
- 18. November 1916: Die Kurzgeschichte Jeeves übernimmt das Ruder von P. G. Wodehouse erscheint in The Saturday Evening Post.
- 29. Dezember 1916: A Portrait of the Artist as a Young Man von James Joyce erscheint als Buch.
- In Berlin erscheint der historische Roman Die drei Sprünge des Wang-lun von Alfred Döblin.
- In Leipzig erscheint die Novelle Der Gaukler von Bologna von Franz Karl Ginzkey.
- In Leipzig erscheint von Hermann Harry Schmitz postum das Buch der Katastrophen, eine Sammlung meist satirischer oder grotesker Erzählungen.
- In Weimar erscheint der historische Roman Der letzte Biedermeier von Horst Wolfram Geißler.

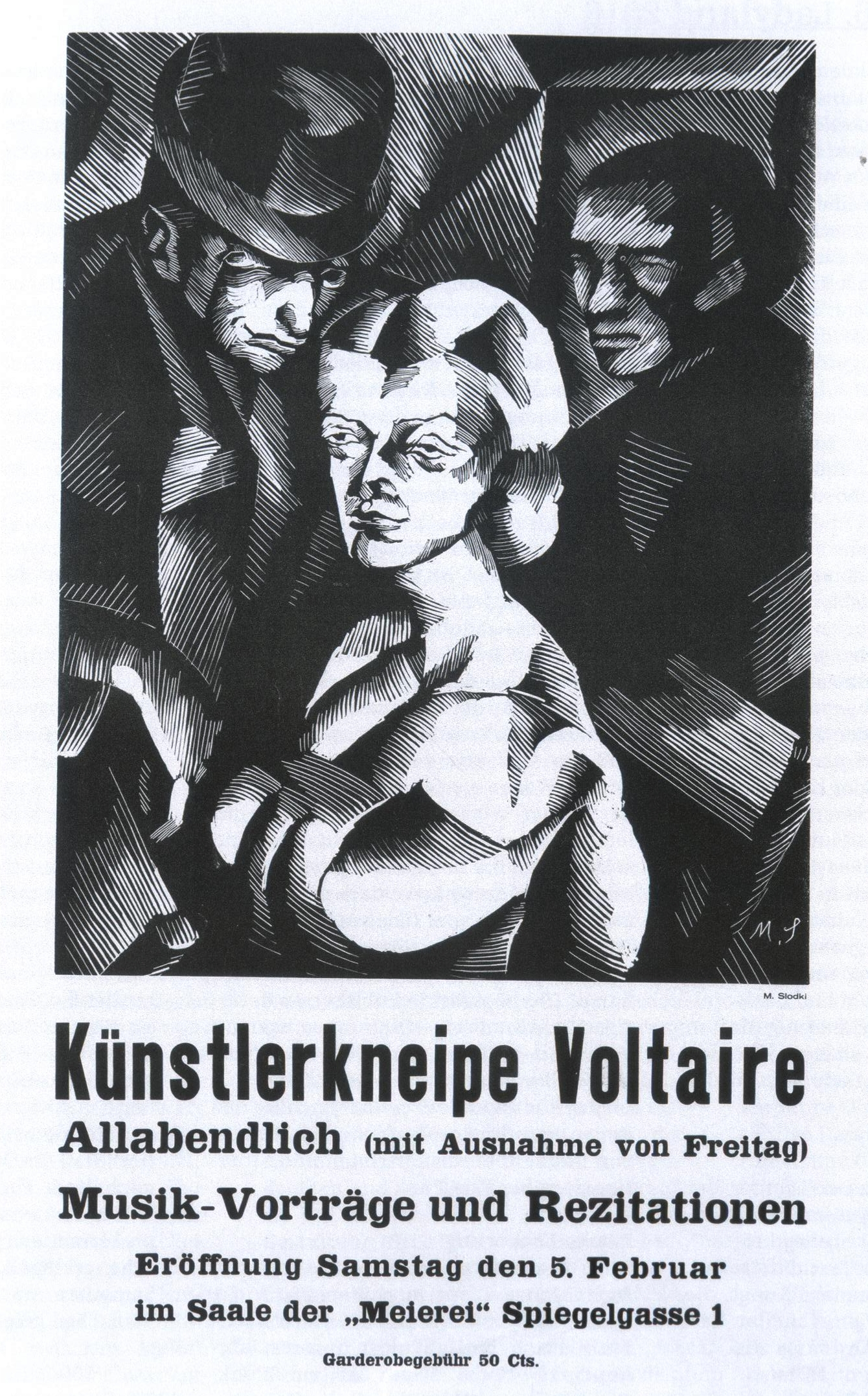
Ab 5. Februar 1916: Cabaret Voltaire

#### Weitere Jubiläen
- 05. Februar 1916: Eröffnung des Cabaret Voltaire in Zürich
- 13. Mai 1916: Das US-amerikanische Nachrichtenmagazin Harper’s Weekly erscheint letztmals.
- 02. September 1916: Einweihung der Deutschen Bücherei in Leipzig
- 1916 gegründet: Malik-Verlag (aufgelöst 1947)
- 1916 gegründet: Walter Verlag
- 1916 erstmals (und bis heute) verliehen: Großer Preis des Samfundet De Nio
- 1916 erstmals (und bis heute) verliehen: Hertzogprys

### Weitere Geburtstage
- 01. Januar: 250. Geb. v. Antoine-Vincent Arnault, französischer Schriftsteller und Dramatiker
- 20. Januar: 150. Geb. v. Euclides da Cunha, brasilianischer Autor und Publizist
- 27. Januar: 400. Geb. v. Christen Aagaard, dänischer Dichter
- 29. Januar: 150. Geb. v. Romain Rolland, französischer Schriftsteller und Nobelpreisträger
- 31. Januar: 150. Geb. v. Emil Strauß, deutscher Schriftsteller
- 09. Februar: 150. Geb. v. George Ade, US-amerikanischer Schriftsteller
- 11. Februar: 200. Geb. v. Ernst Litfaß, deutscher Druckereibesitzer und Verleger
- 12. Februar: 150. Geb. v. Leo Schestow, russischer Philosoph
- 18. Februar: 150. Geb. v. Samuel Krauss, ungarischer jüdischer Gelehrter
- 25. Februar: 150. Geb. v. Benedetto Croce, italienischer Philosoph
- 28. Februar: 150. Geb. v. Wjatscheslaw Iwanow, russischer Dichter, Essayist, Dramatiker, Übersetzer, …
- 01. März: 200. Geb. v. Kawatake Mokuami, japanischer (Kabuki-)Autor
- 02. März: 150. Geb. v. John Gray, britischer Dichter und Übersetzer
- 03. März: 200. Geb. v. Jan Arnošt Smoler, sorbischer Philologe, Schriftsteller und Verleger
- 20. März: 150. Geb. v. Louis Bertrand, französischer Schriftsteller
- 21. März: 350. Geb. v. Ogyū Sorai, japanischer Gelehrter und Philosoph
- 26. März: 150. Geb. v. Hella O’Cuire Quirke, deutsche Schriftstellerin
- März: 500. Geb. v. Conrad Gessner, Schweizer Naturforscher und Gelehrter
- 07. April: 150. Geb. v. Annie Vivanti, italienisch-englische Schriftstellerin
- 14. April: 1800. Geb. v. Mani, persisch-aramäischer Religionsstifter und Autor
- 21. April: 200. Geb. v. Charlotte Brontë, britische Schriftstellerin
- 22. April: 250. Geb. v. Madame de Staël, französische Schriftstellerin
- 23. April: 500. Geb. v. Georg Fabricius, deutscher Dichter
- 10. Mai: 200. Geb. v. Friedrich Gerstäcker, deutscher Schriftsteller
- 11. Mai: 250. Geb. v. Isaak D’Israeli, britischer Schriftsteller und Literaturhistoriker
- 24. Mai: 200. Geb. v. Albert Richard Smith, britischer Schriftsteller
- 29. Mai: 300. Geb. v. Louis Jean-Marie Daubenton, französischer Naturforscher und Enzyklopädist
- 30. Mai: 200. Geb. v. Robert Eduard Prutz, deutscher Schriftsteller und Publizist
- 02. Juni: 200. Geb. v. Grace Aguilar, britische Schriftstellerin
- 13. Juni: 150. Geb. v. Aby Warburg, deutscher Kulturwissenschaftler
- 06. Juli: 250. Geb. v. Alexander Wilson, schottischer Dichter
- 09. Juli: 250. Geb. v. Johanna Schopenhauer, deutsche Schriftstellerin und Salonnière
- 11. Juli: 150. Geb. v. Richard Beer-Hofmann, österreichischer Schriftsteller, Dramatiker und Lyriker
- 13. Juli: 200. Geb. v. Gustav Freytag, deutscher Schriftsteller
- 14. Juli: 200. Geb. v. Arthur de Gobineau, französischer Diplomat und Schriftsteller
- 16. Juli: 200. Geb. v. Juana Manuela Gorriti, argentinische Schriftstellerin
- 28. Juli: 150. Geb. v. Beatrix Potter, britische Kinderbuchautorin und -illustratorin
- 01. August: 250. Geb. v. Hanzo Njepila, sorbischer Volksschriftsteller
- 12. August: 150. Geb. v. Jacinto Benavente, spanischer Dramatiker und Nobelpreisträger
- 12. August: 250. Geb. v. Johann Christian Winckelmann, deutscher Verleger
- 13. August: 500. Geb. v. Hieronymus Wolf, deutscher Humanist und Philologe
- 25. August: 200. Geb. v. Christian Bernhard Tauchnitz, deutscher Verleger
- 29. August: 150. Geb. v. Hermann Löns, deutscher Journalist und Schriftsteller
- 31. August: 150. Geb. v. Elizabeth von Arnim, britische Schriftstellerin
- ~8. September: 500. Geb. v. Adam Siber, deutscher Humanist und Pädagoge
- 10. September: 150. Geb. v. Jeppe Aakjær, dänischer Schriftsteller
- 20. September: 150. Geb. v. George Coșbuc, rumänischer Schriftsteller und Übersetzer
- 21. September: 150. Geb. v. H. G. Wells, britischer Schriftsteller
- 30. September: 200. Geb. v. Paul Féval, französischer Schriftsteller
- 02. Oktober: 400. Geb. v. Andreas Gryphius, deutscher Dichter und Dramatiker
- 06. Oktober: 150. Geb. v. Heinrich Federer, Schweizer Schriftsteller
- 13. Oktober: 150. Geb. v. Georg Groddeck, deutscher Arzt und Schriftsteller
- 28. Oktober: 200. Geb. v. Malwida von Meysenbug, deutsche Schriftstellerin
- 28. Oktober: 150. Geb. v. Ramón María del Valle-Inclán, spanischer Schriftsteller und Dramatiker
- 01. November: 200. Geb. v. Friedrich Wilhelm Hackländer, deutscher Schriftsteller
- 12. November: 350. Geb. v. Mary Astell, britische Schriftstellerin
- 17. November: 150. Geb. v. Voltairine de Cleyre, US-amerikanische Anarchistin und Autorin
- 24. November: 250. Geb. v. Johann Baptist Durach, deutscher Bibliothekar, Historiker und Schriftsteller
- 12. Dezember: 250. Geb. v. Nikolai Karamsin, russischer Schriftsteller und Dichter
- 22. Dezember: 250. Geb. v. Ernst Christoph Bindemann, deutscher Lyriker und Übersetzer
- 26. Dezember: 300. Geb. v. Thomas Gray, britischer Dichter
- 27. Dezember: 450. Geb. v. Jan Jessenius, Mediziner und Gelehrter slowakischer Abstammung
- unbekannt: 150. Geb. v. Halid Ziya Uşaklıgil, osmanisch-türkischer Schriftsteller
- unbekannt: 250. Geb. v. Thomas Chabert, österreichischer Orientalist, Theaterautor und Übersetzer
- unbekannt: 300. Geb. v. Yosa Buson, japanischer Dichter und Maler
- * 1616 od. 1617: 400. Geb. v. Christian Hoffmann von Hoffmannswaldau, schlesischer Lyriker und Epigrammatiker
- unbekannt: 800. Geb. v. Safi ad-Din al-Urmawi, arabischsprachiger Musiktheoretiker
- unbekannt: 900. Geb. v. Ibn al-Dschauzī, hanbalitischer Universalgelehrter

#### Werke

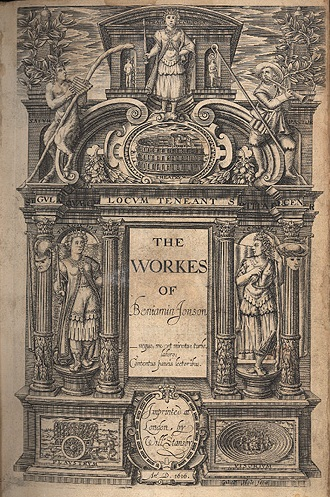
Titelseite der Folio-Ausgabe der Werke (collected poems and plays) Ben Jonsons von 1616

- 1516: Die Erziehung des Christlichen Fürsten wird von Erasmus von Rotterdam verfasst.
- 1516: Das Novum Instrumentum omne wird von Erasmus von Rotterdam herausgegeben.
- 1516: Der rasende Roland von Ludovico Ariosto erscheint.
- 1516: Utopia von Thomas Morus erscheint.
- 1566: Martin Luthers Tischreden erscheinen, herausgegeben von Johannes Aurifaber Vimariensis.
- 1666: Die Komödie Der Menschenfeind wird am 4. Juni in Paris uraufgeführt.
- 1666: Die Komödie Der Arzt wider Willen wird am 6. August in Paris uraufgeführt.
- 1766: Laokoon : oder über die Grenzen der Mahlerey und Poesie. von Gotthold Ephraim Lessing erscheint.
- 1766: Der erste Band der Geschichte des Agathon von Christoph Martin Wieland erscheint.
- 1766: Der Pfarrer von Wakefield von Oliver Goldsmith erscheint.
- 1766: Die Tragödie Triumvirat von Voltaire erscheint (mit der Angabe „1767“), zzgl. zweier Prosatexte im Anhang.
- 1766: The Anatomy of the Horse von George Stubbs erscheint.
- 1816: Emma von Jane Austen erscheint (tatsächlich aber schon am 23. Dezember 1815).
- 1816: Adolphe von Benjamin Constant erscheint.
- 1816: Der Gefangene von Chillon von Lord Byron erscheint.
- 1816: Der erste Band der Italienischen Reise sowie der erste Band der Zeitschrift Über Kunst und Altertum von Goethe erscheinen.
- 1816: Der erste Band der Deutschen Sagen der Brüder Grimm erscheint.
- 1816: Nußknacker und Mausekönig, Der Sandmann, Die Jesuiterkirche in G. und Bd. 2 der Elixiere des Teufels von E. T. A. Hoffmann erscheinen.
- 1816: Die Geschichte der Eidgenossen ... von Robert Glutz von Blotzheim erscheint.
- 1816: Das Melodram Die Waise und der Mörder wird am 29. Mai in Paris uraufgeführt.
- 1816: Die romantische Zauberoper Undine wird am 3. August in Berlin uraufgeführt.
- 1816: Die Oper Faust wird am 1. September in Prag uraufgeführt.
- 1866: Schuld und Sühne von Fjodor Dostojewski erscheint.
- 1866: Der Spieler von Fjodor Dostojewski entsteht (erscheint?).
- 1866: Les Travailleurs de la mer von Victor Hugo erscheint.
- 1866: Les Aventures du capitaine Hatteras von Jules Verne erscheint.
- 1866: Das Blaue Zimmer von Prosper Mérimée erscheint.
- 1866: Der Hund von Iwan Turgenew erscheint.
- 1866: Die Kampfnatur und Die Inselbewohner von Nikolai Leskow erscheinen.
- 1866: Der Tod Iwans des Schrecklichen von Alexei Tolstoi erscheint.
- 1866: Brand von Henrik Ibsen erscheint.
- 1866: Von Wilhelm Raabe erscheinen die Erzählung Die Gänse von Bützow sowie die Novellen Gedelöcke und Sankt Thomas.
- 1866: Von E. Marlitt werden in der Gartenlaube der Roman Goldelse und die Novelle Blaubart veröffentlicht.
- 1866: Die Oper Die Brandenburger in Böhmen wird am 5. Januar in Prag uraufgeführt.
- 1866: Die Oper Die verkaufte Braut wird am 30. Mai in Prag uraufgeführt.
- 1866: Die Operette Blaubart wird am 5. Februar in Paris uraufgeführt.
- 1866: Die Operette Pariser Leben wird am 31. Oktober in Paris uraufgeführt.

#### Weitere Jubiläen
- 1766: Gründung der Gesellschaft für niederländische Literatur in Leiden
- 30. April 1866: Gründung des Kohlhammer Verlags als Druckerei und Badeanstalt in Stuttgart

### 50. Todestag
- 09. Januar: Friedrich Wilhelm Foerster, deutscher Philosoph, Pädagoge und Pazifist
- 10. Januar: Hermann Kasack, deutscher Schriftsteller und Dichter
- 11. Januar: Alberto Giacometti, Schweizer Bildhauer, Maler, Dichter, Essayist
- 05. Februar: Ludwig Binswanger, Schweizer Psychiater und Autor
- 12. Februar: Elio Vittorini, italienischer Schriftsteller
- 05. März: Anna Achmatowa, russische Dichterin und Schriftstellerin
- 10. März: Frank O’Connor, irischer Schriftsteller
- 15. März: Grete Weiskopf, deutsche Kinderbuchautorin
- 30. März: Erwin Piscator, deutscher Theatermacher und Essayist
- 01. April: Flann O’Brien, irischer Schriftsteller
- 02. April: Cecil Scott Forester, britischer Schriftsteller
- 10. April: Evelyn Waugh, britischer Schriftsteller
- 13. April: Georges Duhamel, französischer Schriftsteller
- 13. April: Felix Graf von Luckner, deutscher Militär und Schriftsteller
- 24. April: Hans Christian Branner, dänischer Schriftsteller
- 07. Mai: Stanisław Jerzy Lec, polnischer Lyriker und Aphoristiker
- 16. Mai: Hellmut Holthaus, deutscher Schriftsteller
- 01. Juni: Inge Müller, deutsche Dichterin und Schriftstellerin
- 06. Juni: Heinz Liepman, deutscher Schriftsteller und Dramatiker
- 07. Juni: Hans Arp, deutsch-französischer Maler, Bildhauer und Dichter
- 18. Juni: Konrad Heiden, deutscher Journalist und Schriftsteller
- 12. Juli: Daisetz Teitaro Suzuki, japanischer Zen-Autor
- 14. Juli: Friedrich Middelhauve, deutscher Verleger und Politiker
- 25. Juli: Frank O’Hara, US-amerikanischer Dichter; Essayist und Kunstkritiker
- 06. August: Cordwainer Smith, US-amerikanischer Psychologe und Schriftsteller
- 24. August: Lao She, chinesischer Schriftsteller
- 29. August: Sayyid Qutb, ägyptischer islamistischer Denker und Autor
- 31. August: Kasimir Edschmid, deutscher Schriftsteller
- 25. September: Jo Hanns Rösler, deutscher Unterhaltungsschriftsteller
- 28. September: André Breton, französischer Dichter und Schriftsteller
- 08. Oktober: Franz Xaver Kappus, deutscher Schriftsteller und Journalist
- 23. Oktober: Rudolf Österreicher, österreichischer Dramatiker und Operettenlibrettist
- 09. November: Jürgen von der Wense, deutscher Schriftsteller und Konzeptkünstler
- 26. November: Siegfried Kracauer, deutscher Soziologe, Filmtheoretiker und Schriftsteller
- 09. Dezember: Walter Hösterey, deutscher Schriftsteller und Verleger
- 19. Dezember: Ehm Welk, deutscher Journalist und Schriftsteller
- 23. Dezember: Heimito von Doderer, österreichischer Schriftsteller

### 100. Todestag
- 29. Januar: Sibylle von Olfers, deutsche Kinderbuchautorin und -illustratorin
- 06. Februar: Rubén Darío, nicaraguanischer Schriftsteller
- 08. Februar: Gustav Falke, deutscher Dichter und Schriftsteller
- 20. Februar: Klas Pontus Arnoldson, schwedischer Politiker, Autor und Friedensnobelpreisträger
- 28. Februar: Henry James, amerikanisch-britischer Schriftsteller
- 02. März: Elisabeth zu Wied (Carmen Sylva), deutschsprachige Schriftstellerin und rumänische Königin
- 12. März: Marie von Ebner-Eschenbach, österreichische Schriftstellerin
- 11. April: Richard Harding Davis, US-amerikanischer Schriftsteller und Dramatiker
- 26. April: Mário de Sá-Carneiro, portugiesischer Dichter, Schriftsteller und Dramatiker
- 13. Mai: Scholem Alejchem, jiddischer Schriftsteller
- 25. Mai: Jane Dieulafoy, französische Archäologin und Schriftstellerin
- 28. Mai: Iwan Franko, ukrainischer Dichter
- 31. Mai: Gorch Fock, deutscher Schriftsteller
- 23. Juni: Heinrich Hansjakob, deutscher (badischer) Heimatschriftsteller
- 04. Juli: Alan Seeger, US-amerikanischer Poet
- 09. Juli: Ueda Bin, japanischer Literaturwissenschaftler, Dichter und Übersetzer
- 18. Juli: Mite Kremnitz, deutsche Schriftstellerin
- 03. August: Roger Casement, britischer Diplomat, irischer Nationalist und Autor
- 09. August: Lily Braun, deutsche Schriftstellerin
- 09. August: Guido Gozzano, italienischer Dichter und Schriftsteller
- 17. August: Svetozár Hurban Vajanský, slowakischer Schriftsteller und Publizist
- 27. August: Petar Kočić, bosnisch-serbischer Schriftsteller
- 10. Oktober: Elisabeth Halden, deutsche Kinder- und Jugendbuchautorin
- 30. Oktober: Julius Stettenheim, deutscher Schriftsteller
- 14. November: Saki, britischer Schriftsteller
- 15. November: Henryk Sienkiewicz, polnischer Schriftsteller und  Nobelpreisträger
- 22. November: Jack London, US-amerikanischer Schriftsteller
- 23. November: Charles Booth, britischer Sozialforscher und Autor
- 27. November: Émile Verhaeren, belgischer Dichter
- 05. Dezember: Gustav Sack, deutscher Schriftsteller, Lyriker und Dramatiker
- 09. Dezember: Natsume Sōseki, japanischer Schriftsteller
- 25. Dezember: Wilhelmine von Hillern, deutsche Schriftstellerin (Die Geier-Wally)

- 31. Dezember: Nach acht Jahren erscheint die italienische Literaturzeitschrift La Voce zum letzten Mal.

### Weitere Todestage
- 23. Januar: 150. Todestag v. Thomas Love Peacock, britischer Schriftsteller und Dichter
- 25. Januar: 650. Todestag v. Heinrich Seuse, mittelalterlicher Mystiker und Dominikaner
- 31. Januar: 150. Todestag v. Friedrich Rückert, deutscher Dichter, Sprachgelehrter und Übersetzer
- 22. Februar: 200. Todestag v. Adam Ferguson, britischer Historiker und Sozialphilosoph
- 25. Februar: 200. Todestag v. Francesco Apostoli, italienischer Abenteurer und Schriftsteller
- 26. Februar: 150. Todestag v. József von Gaal, ungarischer Schriftsteller und Dramatiker
- 28. Februar: 500. Todestag v. Bernat Fenollar, valencianischer Geistlicher, Kulturförderer und Poet
- 28. Februar: 150. Todestag v. Henryk Rzewuski, polnischer Schriftsteller
- 05. März: 150. Todestag v. John Conolly, britischer Arzt und Autor
- 22. April: 400. Todestag v. Miguel de Cervantes, spanischer Schriftsteller
- 23. April: 400. Todestag v. Inca Garcilaso de la Vega, peruanischer Schriftsteller und Chronist
- 25. April: 450. Todestag v. Louise Labé, französische Lyrikerin
- 03. Mai: 400. Todestag v. William Shakespeare, englischer Dichter und Dramatiker
- 08. Mai: 450. Todestag v. Alvise Corner, venezianischer Humanist, Agrarökonom und Schriftsteller
- 16. Juni: 350. Todestag v. Richard Fanshawe, englischer Diplomat, Dichter und Übersetzer
- 25. Juni: 200. Todestag v. Hugh Henry Brackenridge, US-amerikanischer Jurist und Schriftsteller
- 02. Juli: 450. Todestag v. Nostradamus, französischer Apotheker und Astrologe
- 07. Juli: 150. Todestag v. Adolph Diesterweg, deutscher Pädagoge und Autor
- 07. Juli: 200. Todestag v. Richard Brinsley Sheridan, irisch-britischer Dramatiker und Politiker
- 20. Juli: 200. Todestag v. Gawriil Derschawin, russischer Dichter
- 25. Juli: 400. Todestag v. Andreas Libavius, deutscher Universalgelehrter seiner Zeit
- 26. Juli (?): 800. Todestag v. Kamo no Chōmei, japanischer Mönch, Dichter und Essayist
- 26. Juli: 300. Todestag v. Paolo Alessandro Maffei, italienischer Schriftsteller und Antiquar
- 29. Juli: 400. Todestag v. Tang Xianzu, chinesischer Dichter und Dramatiker
- 09. August: 200. Todestag v. August Apel, deutscher Jurist und Schriftsteller (Gespensterbuch)
- 24. August: 350. Todestag v. Francisco Manuel de Melo, portugiesischer Dichter und Schriftsteller des Barock
- 02. September: 150. Todestag v. Therese Pulszky, österreichisch-ungarische Schriftstellerin und Salonnière
- 26. September: 150. Todestag v. Carl Jonas Love Almqvist, schwedischer Schriftsteller und Komponist
- Ende Oktober: 350. Todestag v. James Shirley, englischer Dramatiker
- 03. November: 250. Todestag v. Thomas Abbt, deutscher Schriftsteller und Philosoph
- 14. November: 300. Todestag v. Gottfried Wilhelm Leibniz, deutscher Philosoph
- 12. Dezember: 250. Todestag v. Johann Christoph Gottsched, deutscher Schriftsteller und Literaturtheoretiker
- 13. Dezember: 500. Todestag v. Johannes Trithemius, deutscher Gelehrter und Humanist
- unbekannt: 450. Todestag v. Stanisław Orzechowski, Autor der polnischen Renaissance
- unbekannt: 500. Todestag v. Luca Landucci, Florentiner Chronist der Renaissance
- unbekannt: 800. Todestag v. Schota Rustaweli, georgischer Dichter

## Gestorben im Jahr 2016

### Sehr bekannte Autoren
- 18. Januar: Michel Tournier (1924–2016)
- 07. Februar: Juliette Benzoni (1920–2016)
- 07. Februar: Roger Willemsen (1955–2016)
- 19. Februar: Umberto Eco (1932–2016)
- 19. Februar: Harper Lee (1926–2016)
- 26. Februar: Karl Dedecius (1921–2016)
- 31. März: Imre Kertész (1929–2016)
- 03. April: Lars Gustafsson (1936–2016)
- 12. April: Arnold Wesker (1932–2016)
- 25. Mai: Yang Jiang (1911–2016)
- 06. Juni: Peter Shaffer (1926–2016)
- 01. Juli: Yves Bonnefoy (1923–2016)
- 02. Juli: Elie Wiesel (1928–2016)
- 03. Juli: Markus Werner (1944–2016)
- 14. Juli: Péter Esterházy (1950–2016)
- 30. Juli: Angelika Schrobsdorff (1927–2016)
- 31. Juli: Fasil Iskander (1929–2016)
- 13. August: Françoise Mallet-Joris (1930–2016)
- 14. August: Hermann Kant (1926–2016)
- 24. August: Michel Butor (1926–2016)
- 16. September: Edward Albee (1928–2016)
- 21. September: Klaus Harpprecht (1927–2016)
- 13. Oktober: Dario Fo (1926–2016)
- 07. November: Leonard Cohen (1934–2016)
- 11. November: Ilse Aichinger (1921–2016)
- 20. November: William Trevor (1928–2016)
- 04. Dezember: Ferreira Gullar (1930–2016)
- 12. Dezember: Shirley Hazzard (1931–2016)
- 24. Dezember: Richard Adams (1920–2016)
- 28. Dezember: Michel Déon (1919–2016)

### Weitere Autoren
- 01. Januar: Fasu Alijewa (1932–2016)
- 01. Januar: Erica Hänssler (1947–2016)
- 01. Januar: Saeki Shōichi (1922–2016)
- 03. Januar: Leonard Berkowitz (1926–2016)
- 03. Januar: Georg Nees (1926–2016)
- 04. Januar: Bulcsú László (1922–2016)
- 05. Januar: Pierre Boulez (1925–2016)
- 06. Januar: A. R. Morlan (1958–2016)
- 07. Januar: Ashraf Pahlavi (1919–2016)
- 07. Januar: János György Szilágyi (1918–2016)
- 07. Januar: Hansrudi Wäscher (1928–2016)
- 08. Januar: Horst Boog (1928–2016)
- 09. Januar: Ove Allansson (1932–2016)
- 09. Januar: Robert Naegele (1925–2016)
- 09. Januar: Waldtraut Villaret (1914–2016)
- 10. Januar: Jeanne Córdova (1948–2016)
- 11. Januar: Anke Martiny (1939–2016)
- 11. Januar: Gunnel Vallquist (1918–2016)
- 13. Januar: Horst Hanske (1935–2016)
- 13. Januar: Helmut Jenkis (1927–2016)
- 14. Januar: Walter Hoeres (1928–2016)
- 14. Januar: Erich Kock (1925–2016)
- 14. Januar: Alan Rickman (1946–2016)
- 14. Januar: Ellen Meiksins Wood (1942–2016)
- 15. Januar: Peter Atteslander (1926–2016)
- 16. Januar: Bernd Brummbär (1945–2016)
- 16. Januar: Theo Rasehorn (1918–2016)
- 17. Januar: Joachim Goll (1925–2016)
- 17. Januar: Gottfried Honegger (1917–2016)
- 17. Januar: Heinz Kimmerle (1930–2016)
- 17. Januar: Rainer Schröder (1947–2016)
- 18. Januar: Lars Roar Langslet (1936–2016)
- 19. Januar: Andreas Buro (1928–2016)
- 19. Januar: Alexander Giese (1921–2016)
- 19. Januar: Forrest McDonald (1927–2016)
- 20. Januar: Edmonde Charles-Roux (1920–2016)
- 20. Januar: Ludovic Janvier (1934–2016)
- 22. Januar: Miloslav Ransdorf (1953–2016)
- 23. Januar: Nikolai Abramow (1961–2016)
- 23. Januar: Žuži Jelinek (1920–2016)
- 23. Januar: Roberto Schopflocher (1923–2016)
- 24. Januar: Fredrik Barth (1928–2016)
- 24. Januar: Marvin Minsky (1927–2016)
- 26. Januar: Barrington Watson (1931–2016)
- 28. Januar: Aleš Debeljak (1961–2016)
- 28. Januar: Eike von Hippel (1935–2016)
- 29. Januar: Ruth Rehmann (1922–2016)
- 29. Januar: Jacques Rivette (1928–2016)
- 30. Januar: Girolamo Arnaldi (1929–2016)
- 30. Januar: Peter Braun (1960–2016)
- 30. Januar: Frank Hörnigk (1944–2016)
- 30. Januar: Ingo Nentwig (1960–2016)
- 31. Januar: Gillian Avery (1926–2016)
- 31. Januar: David J. Lake (1929–2016)
- 31. Januar: Walter Wippersberg (1945–2016)
- 01. Februar: Dieter Spethmann (1926–2016)
- 03. Februar: Manfred Scheuch (1929–2016)
- 04. Februar: Bernhard Gentsch (1936–2016)
- 05. Februar: Bodil Malmsten (1944–2016)
- 05. Februar: Angelo Ventura (1930–2016)
- 06. Februar: Erwin Glonnegger (1925–2016)
- 06. Februar: Edith Kurzweil (1924–2016)
- 08. Februar: Margaret Forster (1938–2016)
- 08. Februar: Reinhold Petermann (1925–2016)
- 11. Februar: John Gagnon (1931–2016)
- 12. Februar: Bergljot Hobæk Haff (1925–2016)
- 12. Februar: Keith Jeffery (1952–2016)
- 12. Februar: Joachim Specht (1931–2016)
- 12. Februar: Walter Wittmann (1935–2016)
- 13. Februar: Hartmut Grossmann (1930–2016)
- 13. Februar: Max Kläger (1925–2016)
- 13. Februar: Bud Webster (1952–2016)
- 14. Februar: Hein Kröher (1927–2016)
- 16. Februar: Boutros Boutros-Ghali (1922–2016)
- 16. Februar: Joachim Grünhagen (1928–2016)
- 17. Februar: Muhammad Heikal (1923–2016)
- 17. Februar: Andrzej Żuławski (1940–2016)
- 18. Februar: Rosario Ferré (1938–2016)
- 18. Februar: Gilbert Morris (1929–2016)
- 18. Februar: Abdourahamane Soli (1938–2016)
- 18. Februar: Yūko Tsushima (1947–2016)
- 19. Februar: Dietmar Scholz (1933–2016)
- 19. Februar: Michael Starcke (1949–2016)
- 20. Februar: Jon Rollason (1931–2016)
- 21. Februar: Klaus Hympendahl (1939–2016)
- 22. Februar: Hans-Albert Walter (1935–2016)
- 23. Februar: Peter Lustig (1937–2016)
- 25. Februar: John Chilton (1932–2016)
- 27. Februar: Jan Foudraine (1929–2016)
- 27. Februar: Anna-Leena Siikala (1943–2016)
- 28. Februar: Sengai Aaliyan (1941–2016)
- 28. Februar: Adam Augustyn (1936–2016)
- 28. Februar: Elisabeth Büttner (1961–2016)
- 28. Februar: John Jones (1924–2016)
- 28. Februar: Liliane Wouters (1930–2016)
- 29. Februar: Alice Arlen (1940–2016)
- 29. Februar: Manfred Eger (1927–2016)
- 29. Februar: Louise Rennison (1951–2016)
- 29. Februar: Peter Schäfer (1931–2016)
- 01. März: Anton Rotzetter (1939–2016)
- 01. März: Tony Warren (1936–2016)
- 03. März: Franz Mußner (1916–2016)
- 03. März: Erich-Günther Sasse (1944–2016)
- 04. März: Taha Dschabir al-Alwani (1935–2016)
- 04. März: Pat Conroy (1945–2016)
- 05. März: Nikolaus Harnoncourt (1929–2016)
- 05. März: Rafael Squirru (1925–2016)
- 06. März: María Rostworowski (1915–2016)
- 06. März: Akira Tago (1926–2016)
- 07. März: Horst Afheldt (1924–2016)
- 07. März: Helga Schultz (1941–2016)
- 08. März: Hans Czuma (1932–2016)
- 08. März: Ljuben Petkow (1939–2016)
- 09. März: Peter Lösche (1939–2016)
- 09. März: Rosa Pflug (1919–2016)
- 09. März: Hans Rochelt (1936–2016)
- 10. März: Siegfried Maser (1938–2016)
- 11. März: Doreen Massey (1944–2016)
- 12. März: Dieter Mucke (1936–2016)
- 13. März: Hilary Putnam (1926–2016)
- 13. März: Reinhard Stewig (1929–2016)
- 14. März: Geoffrey Hartman (1929–2016)
- 15. März: Asa Briggs (1921–2016)
- 15. März: Rolf-Gunter Dienst (1942–2016)
- 16. März: Alexander Jessenin-Wolpin (1924–2016)
- 17. März: Solomon Marcus (1925–2016)
- 18. März: Barry Hines (1939–2016)
- 18. März: Leopold Rosenmayr (1925–2016)
- 18. März: John Urry (1946–2016)
- 22. März: Lenka Hašková (1923–2016)
- 22. März: Maqsud İbrahimbəyov (1935–2016)
- 22. März: Kurt Krolop (1930–2016)
- 22. März: Justin Leiber (1938–2016)
- 23. März: Aharon Megged (1920–2016)
- 24. März: Earl Hamner junior (1923–2016)
- 24. März: Tibor R. Machan (1939–2016)
- 25. März: Gerhart von Graevenitz (1944–2016)
- 25. März: David Snellgrove (1920–2016)
- 26. März: Jim Harrison (1937–2016)
- 27. März: Abraham Ashkenasi (1934–2016)
- 27. März: Alain Decaux (1925–2016)
- 28. März: Josef Simon (1930–2016)
- 29. März: Frank De Felitta (1921–2016)
- 29. März: William L. O’Neill (1935–2016)
- 30. März: Francisco Algora (1948–2016)
- 31. März: Hans-Dietrich Genscher (1927–2016)
- 31. März: Bruno Hillebrand (1935–2016)
- 00. März: Ralph Blum (1932–2016)
- 02. April: Fritz Schranz (1930–2016)
- 03. April: Jules Schelvis (1921–2016)
- 04. April: Hans Skirecki (1935–2016)
- 04. April: Song Su-gwŏn (1940–2016)
- 05. April: Dorothee von Dadelsen (1920–2016)
- 05. April: E. M. Nathanson (1928–2016)
- 06. April: Gerhard Kerfin (1935–2016)
- 07. April: Christoph Funke (1934–2016)
- 07. April: Mascha Rolnikaitė (1927–2016)
- 08. April: Mircea Albulescu (1934–2016)
- 08. April: Theodor Buhl (1936–2016)
- 09. April: Werner Biermann (1945–2016)
- 09. April: Giselher W. Hoffmann (1958–2016)
- 09. April: Klaus Steiniger (1932–2016)
- 11. April: Franz Schupp (1936–2016)
- 12. April: Alexander Kanengoni (1951–2016)
- 12. April: Víctor Manuel Leites (1933–2016)
- 12. April: Arnulf Zweig (1930–2016)
- 13. April: Gerd Fuchs (1932–2016)
- 13. April: Rudolf Kreis (1926–2016)
- 16. April: Josef Kirschner (1931–2016)
- 18. April: Adrian Berry (1937–2016)
- 20. April: Margret Buerschaper (1937–2016)
- 21. April: Michelle McNamara (1970–2016)
- 21. April: Kundeyt Şurdum (1937–2016)
- 22. April: Ursula Bruns (1922–2016)
- 22. April: Rudolph Chimelli (1928–2016)
- 22. April: Edith Rimkus-Beseler (1926–2016)
- 22. April: Malte S. Sembten (1965–2016)
- 22. April: Graham Tayar (1933–2016)
- 23. April: Kurt Otten (1926–2016)
- 23. April: Semjon Wilenski (1928–2016)
- ≈24. April: Martin Gray (1922–2016)
- 26. April: Ralf-Peter Märtin (1951–2016)
- 26. April: Masako Togawa (1931–2016)
- 29. April: Andreas Hutter (1963–2016)
- 30. April: Daniel Aaron (1912–2016)
- 30. April: Daniel Berrigan (1921–2016)
- 02. Mai: Ömer Faruk Akün (1926–2016)
- 02. Mai: Wulf Hühn (1943–2016)
- 05. Mai: François Roth (1936–2016)
- 08. Mai: Philippe Beaussant (1930–2016)
- 08. Mai: John Bradshaw (1933–2016)
- 09. Mai: Reinfried Keilich (1938–2016)
- 10. Mai: Nicholas Fisk (1923–2016)
- 10. Mai: Fabjan Hafner (1966–2016)
- 10. Mai: Thomas Luckmann (1927–2016)
- 10. Mai: Ryszard Przybylski (1928–2016)
- 11. Mai: Katherine Dunn (1945–2016)
- 11. Mai: Antonius John (1922–2016)
- 11. Mai: Michael Ratner (1943–2016)
- 13. Mai: Makiko Futaki (1958–2016)
- 13. Mai: Pavlos Tzermias (1925–2016)
- 14. Mai: Alvise Zorzi (1922–2016)
- 15. Mai: Erika Berger (1939–2016)
- 16. Mai: Otto Gerhard Oexle (1939–2016)
- 17. Mai: Fanny Müller (1941–2016)
- 18. Mai: Fritz Stern (1926–2016)
- 19. Mai: Rudolf Agstner (1951–2016)
- 19. Mai: Alexandre Astruc (1923–2016)
- 19. Mai: Morley Safer (1931–2016)
- 21. Mai: Alfredo Bauer (1924–2016)
- 21. Mai: Enrique Fierro (1941 od. 1942–2016)
- 22. Mai: Ilse Rohnacher (1926–2016)
- 23. Mai: Vera Henriksen (1927–2016)
- 23. Mai: Klaus Seehafer (1947–2016)
- 24. Mai: Klaus Jürgen Herrmann (1947–2016)
- 27. Mai: Renate Krüger (1934–2016)
- 27. Mai: Friedrich Scholz (1928–2016)
- 27. Mai: Morton White (1917–2016)
- 28. Mai: Andreas Flitner (1922–2016)
- 29. Mai: Svetozar Koljević (1930–2016)
- 29. Mai: Wendy Leigh (1950–2016)
- 30. Mai: Antonín Bartoněk (1926–2016)
- 30. Mai: Ellen Niit (1928–2016)
- 31. Mai: Álmos Csongár (1920–2016)
- 31. Mai: Reshad Feild (1934–2016)
- 31. Mai: Hans-Peter Klausch (1954–2016)
- 31. Mai: Rupert Neudeck (1939–2016)
- 31. Mai: Aileen Ward (1919–2016)
- 03. Juni: Joseph Michel (1925–2016)
- 04. Juni: Wolfgang Babilas (1929–2016)
- 04. Juni: Ursula Goldmann-Posch (1949–2016)
- 04. Juni: Antti Hyry (1931–2016)
- 04. Juni: Klaus Lüderssen (1932–2016)
- 04. Juni: William Connor Wright (1930–2016)
- 05. Juni: Jerome Bruner (1915–2016)
- 08. Juni: Maurice Pons (1925–2016)
- 09. Juni: Hans Jürgen Krysmanski (1935–2016)
- 12. Juni: Michelle Cliff (1946–2016)
- 13. Juni: Christa Peikert-Flaspöhler (1927–2016)
- 14. Juni: Jürgen Dierking (1946–2016)
- 14. Juni: Klaus Geitel (1924–2016)
- 14. Juni: Egon Richter (1932–2016)
- 15. Juni: Lois Duncan (1934–2016)
- 17. Juni: Michel Le Guern (1937–2016)
- 18. Juni: H. U. Steger (1923–2016)
- 19. Juni: Wolfgang Welt (1952–2016)
- 20. Juni: Pavel Fiala (1937–2016)
- 20. Juni: Benoîte Groult (1920–2016)
- 21. Juni: Dietrich Eichholtz (1930–2016)
- 21. Juni: Henk Hofland (1927–2016)
- 22. Juni: Joan Acker (1924–2016)
- 22. Juni: Yaşar Nuri Öztürk (1945–2016)
- 22. Juni: Alison Winter (1965–2016)
- 23. Juni: Michael Herr (1940–2016)
- 23. Juni: Moritz Neumann (1948–2016)
- 23. Juni: Maja Wicki-Vogt (1940–2016)
- 25. Juni: Peter Asmussen (1957–2016)
- 25. Juni: Maurice G. Dantec (1959–2016)
- 25. Juni: Manfred Deix (1949–2016)
- 25. Juni: Adam Small (1936–2016)
- 26. Juni: Jürgen von Beckerath (1920–2016)
- 26. Juni: Austin Clarke (1934–2016)
- 27. Juni: Silvia Tennenbaum (1928–2016)
- 27. Juni: Alvin Toffler (1928–2016)
- 28. Juni: Leland Bardwell (1922–2016)
- 29. Juni: Elechi Amadi (1934–2016)
- 29. Juni: Margaret Bakkes (1931–2016)
- 30. Juni: Geoffrey Hill (1932–2016)
- 30. Juni: Robert Steigerwald (1925–2016)
- 30. Juni: Bengt von zur Mühlen (1932–2016)
- 01. Juli: Marcel Freydefont (1948–2016)
- 01. Juli: Robin Hardy (1929–2016)
- 01. Juli: Heinz-Jürgen Pinnow (1925–2016)
- 01. Juli: Angelina Pollak-Eltz (1932–2016)
- 01. Juli: Manfred Posch (1943–2016)
- 02. Juli: Michael Cimino (1939–2016)
- 02. Juli: Alfred Heinrich (1930–2016)
- 02. Juli: Robert Nye (1939–2016)
- 02. Juli: Michel Rocard (1930–2016)
- 03. Juli: Brigitte Beil (1941–2016)
- 03. Juli: André-Paul Weber (1927–2016)
- 04. Juli: Abbas Kiarostami (1940–2016)
- 06. Juli: Artur K. Führer (1929–2016)
- 06. Juli: Egon Rieble (1925–2016)
- 07. Juli: Laura Mancinelli (1933–2016)
- 07. Juli: Wolfram Siebeck (1928–2016)
- 08. Juli: William Hardy McNeill (1917–2016)
- 09. Juli: Lothar Dräger (1927–2016)
- 11. Juli: Emma Cohen (1946–2016)
- 11. Juli: Klaus Dreher (1929–2016)
- 11. Juli: Elaine Fantham (1933–2016)
- 11. Juli: Corrado Farina (1939–2016)
- 12. Juli: Paul Wühr (1927–2016)
- 13. Juli: Ruth Kallies (1925–2016)
- 13. Juli: Herbert Christian Nagel (1924–2016)
- 15. Juli: Ingerose Paust (1929–2016)
- 15. Juli: Jörg Raddatz (1971–2016)
- 17. Juli: Werner Lutz (1930–2016)
- 18. Juli: Antony Copley (1937–2016)
- 18. Juli: Jürg Frischknecht (1947–2016)
- 19. Juli: Bommi Baumann (1947–2016)
- 19. Juli: Carlos Gorostiza (1920–2016)
- 20. Juli: Arno Baruzzi (1935–2016)
- 20. Juli: Włodzimierz Odojewski (1930–2016)
- 20. Juli: Klaus M. Rarisch (1936–2016)
- 21. Juli: Felicitas Mayall / Barbara Veit (1947–2016)
- 21. Juli: Hartmann Wunderer (1950–2016)
- 22. Juli: Evaristo de Moraes Filho (1914–2016)
- 22. Juli: Jouko Turkka (1942–2016)
- 23. Juli: Jean Ricardou (1932–2016)
- 24. Juli: Franc Zadravec (1925–2016)
- 25. Juli: Halil İnalcık (1916–2016)
- 25. Juli: Tim LaHaye (1926–2016)
- 25. Juli: Joachim Schulze (1938–2016)
- 25. Juli: Benito Wogatzki (1932–2016)
- 26. Juli: Tibor Kneif (1932–2016)
- 27. Juli: Anton Kolb (1931–2016)
- 27. Juli: James Alan McPherson (1943–2016)
- 28. Juli: Jacqueline Crevoisier (1942–2016)
- 28. Juli: Mahasweta Devi (1926–2016)
- 28. Juli: Jane Reichhold (1937–2016)
- 28. Juli: Renate Schostack (1938–2016)
- 31. Juli: Godo Lieberg (1929–2016)
- 31. Juli: Seymour Papert (1928–2016)
- 04. August: Helmut Hanisch (1943–2016)
- 05. August: Eleuterio Fernández Huidobro (1942–2016)
- 05. August: Jürgen Schramke (1942–2016)
- 07. August: Gustavo Bueno (1924–2016)
- 07. August: Arne Nevanlinna (1925–2016)
- 08. August: Günther Böhme (1923–2016)
- 08. August: Edward Kevin Daly (1933–2016)
- 09. August: Jean Mesnard (1921–2016)
- 09. August: Gerhard Tötschinger (1946–2016)
- 11. August: Thomas Steinbeck (1944–2016)
- 12. August: Hans Leopold Davi (1928–2016)
- 12. August: Thea Leitner (1921–2016)
- 12. August: Inge Marßolek (1947–2016)
- 12. August: Michael Stiller (1945–2016)
- 16. August: Axel Monte (1962–2016)
- 17. August: Víctor Mora (1931–2016)
- 18. August: Ernst Nolte (1923–2016)
- 18. August: Kurt Pätzold (1930–2016)
- 19. August: Peter Blundell Jones (1949–2016)
- 20. August: Lothar Kusche (1929–2016)
- 20. August: Gregor M. Lepka (1936–2016)
- 20. August: Vagn Lundbye (1933–2016)
- 20. August: Brian Rix, Baron Rix (1924–2016)
- 20. August: M. K. Wren (1938–2016)
- 21. August: Antony Jay (1930–2016)
- 21. August: Per Lønning (1928–2016)
- 22. August: Nobuhiko Matsugi (1932–2016)
- 23. August: Reinhard Selten (1930–2016)
- 24. August: Wolfgang Klafki (1927–2016)
- 25. August: Marvin Kaplan (1927–2016)
- 25. August: George Spencer-Brown (1923–2016)
- 26. August: Marta Portal (1930–2016)
- 29. August: Bronisław Baczko (1924–2016)
- 29. August: Vedat Türkali (1919–2016)
- 29. August: Gene Wilder (1933–2016)
- 30. August: Helmut-Maria Glogger (1947–2016)
- 00. August: Kuno Mittelstädt (≈1930–2016)
- 00. August: Elifius Paffrath (1942–2016)
- 00. August: Marianne Pumb (1961–2016)
- 01. September: Paige Cothren (1935–2016)
- 01. September: Joe Juhnke (1925–2016)
- 01. September: Veit Rosenberger (1963–2016)
- 01. September: Friedrich Schütze-Quest (1943–2016)
- 03. September: Maria Isabel Barreno (1939–2016)
- 03. September: Anna Dewdney (1965–2016)
- 04. September: Gintautas Iešmantas (1930–2016)
- 04. September: Peter Janich (1942–2016)
- 04. September: Klaus Traube (1928–2016)
- 05. September: Pjotr Kraska (1946–2016)
- 05. September: Hugh Zachary (1928–2016)
- 07. September: Massimo Felisatti (1932–2016)
- 07. September: Friedemann Schulz (1945–2016)
- 08. September: Inga Clendinnen (1934–2016)
- 08./9. September: Mario Spezi (1945–2016)
- 09. September: Anton Maria Keim (1928–2016)
- 09. September: Jörg Zink (1922–2016)
- 10. September: Jutta Limbach (1934–2016)
- 17. September: Roman Iwanytschuk (1929–2016)
- 17. September: Hans Mühlethaler (1930–2016)
- 17. September: Rolf Peter Sieferle (1949–2016)
- 18. September: David A. Kyle (1919–2016)
- 18. September: Lee Ho-chol (1932–2016)
- 19. September: Karl Dietrich Bracher (1922–2016)
- 19. September: Allister Sparks (1933–2016)
- 21. September: Leonidas Donskis (1962–2016)
- 21. September: Mily Dür (1921–2016)
- 22. September: Walter Baumert (1929–2016)
- 22. September: Detlef Köhler (1962–2016)
- 22. September: Wolfgang Prosinger (1948–2016)
- 23. September: Max Mannheimer (1920–2016)
- 23. September: Thomas Ricklin (1963–2016)
- 23. September: Bernd Schmidt (1947–2016)
- 25. September: Nahed Hattar (1960–2016)
- 25. September: Gerhard Hendel (1930–2016)
- 28. September: Hans Heinrich Formann (1939–2016)
- 28. September: Willi H. Grün (1932–2016)
- 28. September: Gloria Naylor (1950–2016)
- 30. September: Manfred Borchard (1950–2016)
- 00. September: Götz R. Richter (1923–2016)
- 01. Oktober: Elmar Krautkrämer (1927–2016)
- 02. Oktober: Mary Hesse (1924–2016)
- 04. Oktober: Brigitte Hamann (1940–2016)
- 04. Oktober: Gideon Toury (1942–2016)
- 05. Oktober: Georges Balandier (1920–2016)
- 06. Oktober: György Márkus (1934–2016)
- 06. Oktober: Walter Schmidt (1965–2016)
- 07. Oktober: Felix de Mendelssohn (1944–2016)
- 10. Oktober: Julie Horney (1948–2016)
- 10. Oktober: Hella Tiedemann (1936–2016)
- 11. Oktober: Ekkhard Verchau (1927–2016)
- 11. Oktober: Hubert Witt (1935–2016)
- 13. Oktober: John Gilmore (1935–2016)
- 13. Oktober: Arnold Paucker (1921–2016)
- 14. Oktober: Edith Braun (1921–2016)
- 14. Oktober: Kathryn Adams Doty (1920–2016)
- 14. Oktober: Song Yŏng (1940–2016)
- 17. Oktober: Mihály Kubinszky (1927–2016)
- 21. Oktober: Manfred Krug (1937–2016)
- 22. Oktober: Sheri S. Tepper (1929–2016)
- 23. Oktober: Tom Hayden (1939–2016)
- 23. Oktober: Ricardo Lindo Fuentes (1947–2016)
- 24. Oktober: Christian-Erdmann Schott (1932–2016)
- 24. Oktober: Claus Ulrich Wiesner (1933–2016)
- 25. Oktober: Govruud Huuchinhuu (1954–2016)
- 25. Oktober: Georges Thinès (1923–2016)
- 26. Oktober: Tim Couzens (1944–2016)
- 26. Oktober: Yūichi Takai (1932–2016)
- 27. Oktober: Êlda Grin (1928–2016)
- 27. Oktober: Nathan Peter Levinson (1921–2016)
- 28. Oktober: Klaus Budzinski (1921–2016)
- 28. Oktober: Simon Traston (1929–2016)
- 29. Oktober: Francis Huxley (1923–2016)
- 29. Oktober: Itō Keiichi (1917–2016)
- 29. Oktober: Gustl Müller-Dechent (1915–2016)
- 30. Oktober: Allan Mitchell (1933–2016)
- 30. Oktober: Hermann Motschach (1926–2016)
- 30. Oktober: Ingo Springenschmid (1942–2016)
- 31. Oktober: Natalie Babbitt (1932–2016)
- 01. November: Tina Anselmi (1927–2016)
- 01. November: Elmy Lang (1921–2016)
- 02. November: Klaus W. Jonas (1920–2016)
- 02. November: Egon Wolff (1926–2016)
- 03. November: Maggie Furey (1955–2016)
- 03. November: Lorose Keller (1932–2016)
- 03. November: Jiyuan Yu (1964–2016)
- 07. November: Ingibjörg Haraldsdóttir (1942–2016)
- 08. November: Hans H. Hofstätter (1928–2016)
- 09. November: Tamar Bergman (1939–2016)
- 10. November: Magdalene Ehlers (1923–2016)
- 10. November: Helmut Rechenberg (1937–2016)
- 10. November: André Ruellan (Kurt Steiner; 1922–2016)
- 12. November: Malek Chebel (1953–2016)
- 12. November: Jerry Dumas (1930–2016)
- 12. November: W. Wolfgang Holdheim (1926–2016)
- 12. November: Dieter Jähnig (1926–2016)
- 12. November: Jacques Werup (1945–2016)
- 13. November: Jackie Pigeaud (1937–2016)
- 13. November: Swetoslaw Slawtschew (1926–2016)
- 14. November: Hans Buchheim (1922–2016)
- 14. November: Werner Holzer (1926–2016)
- 17. November: Ruth Gruber (1911–2016)
- 17. November: Hans Manz (1931–2016)
- 17. November: Paul Kanut Schäfer (1922–2016)
- 19. November: Krystyna Berwińska (1919–2016)
- 21. November: Maximilian Zander (1929–2016)
- 22. November: Sigrid Lichtenberger (1923–2016)
- 24. November: Marcos Ana (1920–2016)
- 25. November: Fidel Castro (1926–2016)
- 26. November: Ida Blom (1931–2016)
- 26. November: Josef Motschmann (1952–2016)
- 27. November: Hildegard Gerster-Schwenkel (1923–2016)
- 29. November: Petra Ernst (1957–2016)
- 29. November: Claudio Pavone (1920–2016)
- 29. November: Andrew Rippin (1950–2016)
- 30. November: Joe Dever (1956–2016)
- 02. Dezember: Renate Axt (1934–2016)
- 02. Dezember: Wilhelm Salber (1928–2016)
- 03. Dezember: Giovanni Orelli (1928–2016)
- 04. Dezember: Gotlieb (1934–2016)
- 06. Dezember: Ehrhardt Bödecker (1925–2016)
- 07. Dezember: Hildegard Hamm-Brücher (1921–2016)
- 07. Dezember: Phillip Knightley (1929–2016)
- 07. Dezember: Hussain al-Mozany (1954–2016)
- 07. Dezember: Vilma Neuwirth (1928–2016)
- 08. Dezember: Ariane Amsberg (1930–2016)
- 10. Dezember: Georg Klein (1925–2016)
- 10. Dezember: John Montague (1929–2016)
- 11. Dezember: Sadiq al-Azm (1934–2016)
- 11. Dezember: Wolfgang Held (1933–2016)
- 11. Dezember: Trude Marzik (1923–2016)
- 11. Dezember: Michael Nicholson (1937–2016)
- 12. Dezember: E. R. Braithwaite (1912–2016)
- 12. Dezember: Hans-Adolf Jacobsen (1925–2016)
- 12. Dezember: Pars Tuğlacı (1933–2016)
- 13. Dezember: Chanoch Bartow (1926–2016)
- 15. Dezember: Hans-Peter Hasenfratz (1938–2016)
- 15. Dezember: Eckart Spoo (1936–2016)
- 16. Dezember: Paolo Prodi (1932–2016)
- 17. Dezember: Anne Ranasinghe (1925–2016)
- 17. Dezember: Fritz Riha (1921–2016)
- 19. Dezember: Lionel Blue (1930–2016)
- 19. Dezember: Ludwig Trepl (1946–2016)
- 20. Dezember: Ianina Ilitcheva (1983–2016)
- 22. Dezember: Jan-Georg Deutsch (1956–2016)
- 23. Dezember: Joyce Appleby (1929–2016)
- 23. Dezember: Gerd-Günther Grau (1921–2016)
- 23. Dezember: Robert Hinde (1923–2016)
- 23. Dezember: Sigrid Metken (1928–2016)
- 23. Dezember: Andrés Rivera (1928–2016)
- 24. Dezember: Felix Krivin (1928–2016)
- 24. Dezember: Trutz Rendtorff (1931–2016)
- 26. Dezember: Pierre Chuvin (1943–2016)
- 26. Dezember: Oskar Fehrenbach (1923–2016)
- 26. Dezember: Elvio Porta (1945–2016)
- 27. Dezember: Anthony Cronin (1928–2016)
- 27. Dezember: Carrie Fisher (1956–2016)
- 27. Dezember: Harri Jünger (1926–2016)
- 27. Dezember: Robert Löffler (1931–2016)
- 27. Dezember: Efthymios Warlamis (1942–2016)
- 28. Dezember: Aloys Butzkamm (1935–2016)
- 29. Dezember: Hans Mohr (1930–2016)
- 30. Dezember: Wilfried Daim (1923–2016)
- 30. Dezember: Jacques Kuhn (1919–2016)
- ungenannt: Petru Anghel (1931–2016)
- ungenannt: Pierre Basieux (1944–2016)
- ungenannt: Erika Blumgrund (1924–2016)
- ungenannt: P. J. Lambrecht (1947–2016)

### Weitere Persönlichkeiten
- 04. Januar: Theo Schuster (Verleger, 1931–2016)
- 20. Januar: David G. Hartwell (1941–2016)
- 20. Januar: George Weidenfeld (1919–2016)
- 31. Januar: Elizabeth Eisenstein (1923–2016)
- 07. Februar: Fred Oberhauser (1923–2016)
- 16. Februar: Ernst Scheidegger (1923–2016)
- 05. März: Otto Rohse (1925–2016)
- 06. März: Dieter Motzkus (1937–2016)
- 19. März: Klaus Vonderwerth (1936–2016)
- 20. März: Peter Williams (1937–2016)
- 22. März: Alois Weimer (1930–2016)
- 28. März: Peggy Fortnum (1919–2016)
- 06. April: Oto Reisinger (1927–2016)
- 09. April: Hans Christof Sauerländer (1943–2016)
- 15. April: Hans Günter Zekl (1939–2016)
- 18. April: Fulvio Roiter (1926–2016)
- 21. April: Helmut Komp (1930–2016)
- 23. April: Çetin İpekkaya (1937–2016)
- 05. Mai: Siné (1928–2016)
- 11. Mai: David King (1943–2016)
- 12. Mai: Yukio Ninagawa (1935–2016)
- 14. Mai: Darwyn Cooke (1962–2016)
- 18. Mai: Christian Diener (1937–2016)
- 22. Mai: Adolf Born (1930–2016)
- 31. Mai: Peter Owen (1927–2016)
- 04. Juni: André Acquart (1922–2016)
- 09. Juni: Gillett Griffin (1928–2016)
- 09. Juni: Reinhart Hoffmeister (1923–2016)
- 20. Juni: Hans-Horst Henschen (1937–2016)
- 21. Juni: Jurij Striedter (1926–2016)
- 24. Juni: Andreas Brylka (1931–2016)
- 05. Juli: Werner Schinko (1929–2016)
- 09. Juli: Geneviève Castrée (1981–2016)
- 23. Juli: Konrad von Rabenau (1924–2016)
- 25. Juli: Judith Love Cohen (1933–2016)
- 03. August: Inge Kralupper (1966–2016)
- 04. August: Volker Baer (1930–2016)
- 17. August: Dieter Hagenbach (1943–2016)
- 19. August: Ursula Lübbe (1922–2016)
- 21. August: Bernard Dufossé (1936–2016)
- 24. August: Gisela Röder (1936–2016)
- 25. August: Volkmar Parschalk (1934–2016)
- 31. August: Brian Wildsmith (1930–2016)
- 15. September: Arrigo Lora Totino (1928–2016)
- 17. September: Ottfried Zielke (1936–2016)
- 19. September: Dieter Lincke (1940–2016)
- 29. September: Helmut Lingen (1927–2016)
- 02. Oktober: Michael Engelhard (1936–2016)
- 07. Oktober: Karin Bruns (1957–2016)
- 15. Oktober: Branko Pejaković (1927–2016)
- 16. Oktober: Jerzy Tuszewski (1931–2016)
- 28. Oktober: Christophe Badoux (1964–2016)
- 30. Oktober: Hans-Joachim Schlegel (1942–2016)
- 23. November: Ernst Hilmar (1938–2016)
- 25. November: Herbert Fleissner (1928–2016)
- 28. November: Reinhold Lagrene (?–2016)
- 02. Dezember: Gisela May (1924–2016)
- 07. Dezember: Sigrid Früh (1935–2016)
- 10. Dezember: Cornelia Kühn-Leitz (1937–2016)
- 17. Dezember: Rudolf J. Schmitt (1925–2016)
- 26. Dezember: Hans Kurig (1931–2016)
- 30. Dezember: Hajo Bücken (1944–2016)
- ungenannt: Susanne Nickel (1967–2016)

## Neuerscheinungen

### Romane, Erzählungen
- Alice, der Klimawandel und die Katze Zeta – Margret Boysen
- Alles kein Zufall – Elke Heidenreich
- Als es geschah – Reinhard Wegerth
- Augustus – John Williams
- Die Auserwählten – Phase Null – James Dashner
- Basar der bösen Träume – Stephen King
- Die Baugrube (NA) – Andrei Platonow
- Blood on Snow. Das Versteck – Jo Nesbø
- Boku ga Aishita Subete no Kimi e und Kimi wo Aishita Hitori no Boku e – Yomoji Otono
- Carags Verwandlung – Katja Brandis
- Die Dämmerung der Steppengötter – Ismail Kadare
- Dunkel, fast Nacht – Joanna Bator
- Eins – Sarah Crossan
- Endgültig – Andreas Pflüger
- Die Enthüllung – Mario Vargas Llosa
- Flottenmanöver (NÜb.) – John Gardner
- Eine Frage der Würde – Gianrico Carofiglio
- Galaktische Mission – John Scalzi
- George – Alex Gino
- Geronimo – Leon de Winter
- Gilead (NÜb.) – Marilynne Robinson
- Gips oder Wie ich an einem einzigen Tag die Welt reparierte – Anna Woltz
- Glückskind mit Vater – Christoph Hein
- Der goldene Handschuh – Heinz Strunk
- Helix – Sie werden uns ersetzen – Marc Elsberg
- Heute fahre ich nach Morgen – Kateryna Babkina
- Hospital (chines. OA) – Han Song
- Ich gebe dir die Sonne – Jandy Nelson
- Im Wald – Nele Neuhaus
- In Blut verbunden – Stuart MacBride
- Kokoro (komm. NA) – Natsume Sōseki
- Königin des Südens (NA) – Arturo Pérez-Reverte
- Konklave – Robert Harris
- Der lange Weg zu einem kleinen zornigen Planeten – Becky Chambers
- Das Leben und die Liebe – Anton Hansen Tammsaare
- Der letzte Granatapfel – Bachtyar Ali
- Die Liebe unter Aliens – Terézia Mora
- Lizzy Carbon und der Klub der Verlierer – Mario Fesler
- Macht – Karen Duve
- Magnus Chase – Das Schwert des Sommers – Rick Riordan
- Die Mauer – Max Annas
- Meine geniale Freundin – Elena Ferrante
- Ein Monat auf dem Land – J. L. Carr
- Der Mond und die Feuer (NÜb.) – Cesare Pavese
- Die Mühle – Elisabeth Herrmann
- Das Nest – Kenneth Oppel
- New Sol – Margaret Fortune
- Nur drei Worte – Becky Albertalli
- Nussschale – Ian McEwan
- Ohrfeige – Abbas Khider
- Omni – Andreas Brandhorst
- Operation Jericho (NÜb.) – John Gardner
- Das Paket – Sebastian Fitzek
- Percy Jackson erzählt: Griechische Göttersagen – Rick Riordan
- Der Pfau – Isabel Bogdan
- Die Reise in den Westen[48] – Wu Cheng’en
- Der Ring des Fischers – Jean Raspail
- Rote Zone – Asbjørn Jaklin
- Die Rückkehr – Rebecca West
- Die Rückkehr des Buddha – Gaito Gasdanow
- Sally Jones – Mord ohne Leiche – Jakob Wegelius
- Salz für die See – Ruta Sepetys
- Scharfschuss – Michael Connelly
- Ein Schlag ins Gesicht – Franz Dobler
- Der schwarze See (NÜb.) – Hella Haasse
- Scorpius (NÜb.) – John Gardner
- Teufelsgold – Andreas Eschbach
- Tio över ett – Ann-Helén Laestadius
- Der total verrückte Elterntausch – David Baddiel
- Die Toten – Christian Kracht
- Transport 2: Todesflut – Phillip P. Peterson
- Transport 3: Todeszone – Phillip P. Peterson
- Der Überläufer – Siegfried Lenz (postum)
- Unterleuten – Juli Zeh
- Die Vegetarierin – Han Kang
- Venus siegt (erweit. Ausgabe) – Dietmar Dath
- Vom Ende der Einsamkeit – Benedict Wells
- Was ich euch nicht erzählte – Celeste Ng
- Die Welpen – Pawel Salzman
- Ein wenig Leben – Hanya Yanagihara
- Wilimowski – Miljenko Jergović
- Wir beide wussten, es war was passiert – Steven Herrick
- Wolfsnächte – William Giraldi
- Woodwalkers (Beginn eines Romanzyklus) – Katja Brandis
- Der Zauberlehrling (NA) – Erich Kästner

### Sachliteratur
- AgroCity – Die Stadt für Afrika – Al Imfeld
- Die Angst vor den anderen – Zygmunt Bauman
- Böses Denken – Bettina Stangneth
- Dark Money – Jane Mayer
- Geist der Neuzeit (Teile II, III und IV; Band 22,2 der GA) – Ferdinand Tönnies (postum)
- Das Gender-Paradoxon – Ulrich Kutschera
- Hygge. Ein Lebensgefühl, das einfach glücklich macht – Meik Wiking
- Kein Kapitalismus ist auch keine Lösung – Ulrike Herrmann
- Licht aus dem Osten – Peter Frankopan
- Die Menschheit schafft sich ab – Die Erde im Griff des Anthropozän – Klaus Kamphausen und Harald Lesch
- Das Recht auf Stadt – Henri Lefebvre
- Reichtum ohne Gier – Sahra Wagenknecht
- Soziologische Phantasie (NÜb.) – Charles Wright Mills
- Super-hubs: Wie die Finanzelite und ihre Netzwerke die Welt regieren – Sandra Navidi
- Tiere denken – Richard David Precht

### Weitere Literatur
- Allein (Bilderbuch) – Guojing
- Der Architekt Iossif Karakis – Oleg Junakow (Biografie)
- Broccoli-Boy rettet die Welt – Frank Cottrell Boyce (Kinderbuch)
- Die Geschichte der Magie in Nordamerika – J. K. Rowling (Internet-Veröffentlichung)
- Harry Potter und das verwunschene Kind[49] – J. K. Rowling (Drama und Buch)[50]
- In darkness let me dwell – Lieder aus der Finsternis – Duo Merzouga (Hörspiel)
- Iwan-Franko-Enzyklopädie (Bd. 1) – Nationale Akademie der Wissenschaften der Ukraine (Personen-Enzyklopädie)
- Keine Zeit für Arschlöcher! – Horst Lichter (Autobiografie)
- Krasshüpfer – Simon van der Geest (Autor) und Karst-Janneke Rogaar (Illustrator) – Kinderbuch
- Liebe ist nicht genug – Sue Klebold (Autobiografie)
- Panikherz – Benjamin von Stuckrad-Barre (Autobiografie)
- Die Präsidentin – François Durpaire (Autor) und Farid Boudjellal (Illustrator) – Bd. 1 (aktualis.) eines insgesamt dreiteiligen französischen Polit-Comics
- Rückkehr nach Reims – Didier Eribon (autobiografisch-politischer Essay)
- Super-Bruno – Håkon Øvreås (Autor) und Øyvind Torseter (Illustrator) – Kinderbuch
- Die Tage, die ich mit Gott verbrachte – Axel Hacke (Autor) und Michael Sowa (Illustrator)
- Tagebuch eines Bibliothekars (Bd. III / IV / V) – Helmuth Schönauer
- Der Taubentunnel – John le Carré (Autobiografie)
- Unter dem Kirschblütenbaum – Allen Say (Bilderbuch)
- Der vergessene Soldat – Guy Sajer (Erlebnisbericht; Neuübersetzung)
- Von Beruf Schriftsteller – Haruki Murakami (Autobiografie)
- Wunderbare Jahre – Sibylle Berg (Reisetexte)
- Zum Westkaffee bei Margot Honecker – Nils Ole Oermann

## Literaturpreise 2016

### Deutsche Literaturpreise
- Adelbert-von-Chamisso-Preis: Esther Kinsky und Uljana Wolf
- Alfred Döblin-Medaille: Matthias Nawrat
- Alfred-Kerr-Preis für Literaturkritik: Nico Bleutge
- Alfred-Müller-Felsenburg-Preis: Safiye Can
- aspekte-Literaturpreis: Hool von Philipp Winkler
- Axel-Eggebrecht-Preis: Margot Overath
- Bayerischer Buchpreis:
  - Belletristik: Das Leben und Sterben der Flugzeuge von Heinrich Steinfest
  - Sachbuch: Alexander von Humboldt und die Erfindung der Natur von Andrea Wulf
  - Ehrenpreis des Bayerischen Ministerpräsidenten: Ruth Klüger
- Ben-Witter-Preis: Nils Minkmar
- Berliner Literaturpreis: Feridun Zaimoglu
- Bertolt-Brecht-Literaturpreis: Silke Scheuermann
- Bodensee-Literaturpreis: Peter Salomon
- Bremer Literaturpreis: Henning Ahrens für Glantz und Gloria (Hauptpreis); Matthias Nawrat für Die vielen Tode unseres Opas Jurek (Förderpreis)
- Buchpreis der Stiftung Ravensburger Verlag: Benedict Wells für Vom Ende der Einsamkeit
- Calwer Hermann-Hesse-Preis: Luiz Ruffato (Autor) und Michael Kegler (Übersetzer)
- Calwer Hermann-Hesse-Stipendium: Zsuzsa Bánk; Esther Kinsky
- Carl-Zuckmayer-Medaille: Sven Regener
- Christian-Wagner-Preis: Kito Lorenc für sein lyrisches Gesamtwerk
- Clemens-Brentano-Preis: Thilo Krause für Um die Dinge ganz zu lassen (Gedichte)
- Comicbuchpreis: Vatermilch von Uli Oesterle
- Crime Cologne Award: Simone Buchholz für Blaue Nacht
- Deutscher Buchpreis: Widerfahrnis von Bodo Kirchhoff
- Deutscher Jugendliteraturpreis (Auswahl):
  - Bilderbuch: Der Hund, den Nino nicht hatte von Edward van de Vendel (Text), Anton van Hertbruggen (Illustration), Rolf Erdorf (Übersetzung)
  - Jugendbuch: Mädchenmeute von Kirsten Fuchs
  - Sachbuch: Im Eisland von Kristina Gehrmann
  - Sonderpreis für das Gesamtwerk: Klaus Kordon
- Deutscher Jugendtheaterpreis: The Working Dead. Ein hartes Stück Arbeit von Jörg Menke-Peitzmeyer
- Deutscher Krimi Preis:
  - National: Friedrich Ani für Der namenlose Tag
  - International: Richard Price für Die Unantastbaren
- Deutscher Science-Fiction-Preis:
  - Bester Roman: Das Schiff von Andreas Brandhorst
  - Beste Kurzgeschichte: Operation Gnadenakt von Frank Böhmert
- Dramatikerpreis des Kulturkreises der deutschen Wirtschaft: Darja Stocker
- Düsseldorfer Literaturpreis: Marcel Beyer
- Ehrengabe der Deutschen Schillerstiftung: Uwe Kolbe
- Eichendorff-Literaturpreis: Christian Lehnert
- Else-Lasker-Schüler-Dramatikerpreis:
  - Hauptpreis, für das Gesamtwerk: Sibylle Berg
  - Stückepreis (1. Platz): Maria Milisavljević für Beben
  - Stückepreis (3. Platz): Stephan Roiss für Hektora 4 3 4
- Else-Lasker-Schüler-Lyrikpreis: Safiye Can
- Emys Jahres-Sachbuchpreis: Wie man mit dem Feuer philosophiert von Jens Soentgen (Autor) und Vitali Konstantinov (Illustrator)
- Ernst-Toller-Preis: Roman Ehrlich
- Eugen-Helmlé-Übersetzerpreis: Anne Weber
- Fontane-Literaturpreis der Fontanestadt Neuruppin: Josef Bierbichler für Mittelreich
- Friedrich-Bödecker-Preis: Patrick Addai und Carolin Philipps
- Friedrich-Gerstäcker-Preis: Train Kids von Dirk Reinhardt
- Friedrich-Glauser-Preis (Auswahl):
  - Bester Roman: Herr Petermann und das Triptychon des Todes von Michael Böhm
  - Glauser Ehrenpreis: Jürgen Kehrer
  - Kinder- und Jugendkrimipreis: Layers von Ursula Poznanski
- Friedrich-Hölderlin-Preis der Stadt Bad Homburg: Christoph Peters; Förderpreis: Per Leo
- Friedrich-Rückert-Preis: SAID
- Friedrich-Schiedel-Literaturpreis: Herfried Münkler für Der Große Krieg. Die Welt 1914 bis 1918
- Fritz-Reuter-Preis: Jürgen Kropp
- Georg-Büchner-Preis: Marcel Beyer
- George-Konell-Preis: Saskia Hennig von Lange
- Gerty-Spies-Literaturpreis: Ulrich Peltzer
- Göttinger Elch: Max Goldt
- Großer Preis der Deutschen Akademie für Kinder- und Jugendliteratur e. V. Volkach: Rotraut Susanne Berner
- Gustav-Heinemann-Friedenspreis: Reinhard Kleist für Der Traum von Olympia – Die Geschichte von Samia Yusuf Omar
- Hamburger Gast: Doris Konradi
- Hannelore-Greve-Literaturpreis: Hanns-Josef Ortheil
- Hans-Fallada-Preis: Jonas Lüscher für Frühling der Barbaren
- Hans-im-Glück-Preis: Lea-Lina Oppermann für Die Wahrheit und wir (Manuskript)
- Heinrich-Mann-Preis: Gunnar Decker
- Heinrich-Maria-Ledig-Rowohlt-Preis für Übersetzer: Andreas Nohl für seine Übersetzungen von englischsprachigen Klassikern
- Helmut-M.-Braem-Übersetzerpreis: Frank Heibert
- Hermann-Hesse-Literaturpreis: Christian Kracht; Förderpreis: Benjamin Maack
- Hermann-Kesten-Preis: Can Dündar und Erdem Gül; Förderpreis: Übersetzergruppe Translate for Justice
- Hilde-Domin-Preis für Literatur im Exil: Edgar Hilsenrath
- Hölty-Preis für Lyrik: Christoph Meckel für sein lyrisches Lebenswerk
- Hörspiel des Jahres: Evangelium Pasolini von Arnold Stadler (Autor) und Oliver Sturm (Regie)
- Hörspielpreis der Kriegsblinden: Und jetzt: Die Welt! von Sibylle Berg
- Horst Bingel-Preis für Literatur: Gila Lustiger für ihren Essay Erschütterung. Über den Terror
- Hotlist-Preis: Arco Verlag für Die Geometrie des Verzichts von Debora Vogel
- Hubert-Fichte-Preis: Michael Weins
- Italo-Svevo-Preis: Sabine Peters
- Jakob-Wassermann-Literaturpreis: Gila Lustiger
- Jane-Scatcherd-Preis für Übersetzer: Kristof Magnusson für seine Übertragungen aus dem Isländischen
- Johann-Heinrich-Merck-Preis für literarische Kritik und Essay: Kathrin Passig
- Johann-Heinrich-Voß-Preis für Übersetzung: Anne Weber
- Johann-Peter-Hebel-Preis: Lukas Bärfuss
- Joseph-Breitbach-Preis: Reiner Stach
- Julius-Campe-Preis: Netzwerk der Literaturhäuser
- Kasseler Literaturpreis für grotesken Humor: Wolf Haas (Hauptpreis); Kirsten Fuchs (Förderpreis Komische Literatur)
- Katholischer Kinder- und Jugendbuchpreis: Der Traum von Olympia – Die Geschichte von Samia Yusuf Omar von Reinhard Kleist
- Kinderbuchpreis des Landes Nordrhein-Westfalen: Lindbergh – die abenteuerliche Geschichte einer fliegenden Maus von Torben Kuhlmann
- Kinderhörspielpreis der Stadt Karlsruhe: Salah Naoura für Superflashboy, Regie: Robert Schoen
- Klaus-Michael Kühne-Preis: Das Lächeln meines unsichtbaren Vaters von Dmitrij Kapitelman
- Kleist-Preis: Yōko Tawada
- Kleist-Förderpreis: Thomas Köck für paradies fluten
- Klopstock-Preis für neue Literatur: Uwe Kolbe (Hauptpreis); Michael Spyra (Förderpreis)
- Kranichsteiner Literaturpreis: Ulrich Peltzer
- Kranichsteiner Literaturförderpreis: Senthuran Varatharajah
- Kranichsteiner Jugendliteratur-Stipendien: Elisabeth Etz und Kathrin Steinberger
- Kurd-Laßwitz-Preis:
  - Bester Roman: Andreas Brandhorst für Das Schiff
  - Beste Erzählung: Karsten Kruschel für Was geschieht dem Licht am Ende des Tunnels?
  - Bester ausländischer Roman: Neal Stephenson für Amalthea
- Kurt Sigel-Lyrikpreis: Daniel Falb
- Lieblingsbuch des unabhängigen Buchhandels: Vom Ende der Einsamkeit von Benedict Wells
- Literaturpreis der Jürgen Ponto-Stiftung: Birgit Birnbacher für Wir ohne Wal
- Literaturpreis der Konrad-Adenauer-Stiftung: Michael Kleeberg
- Literaturpreis des Kulturkreises der deutschen Wirtschaft: Ulla Lenze
- Literaturpreis Mecklenburg-Vorpommern: Kai Grehn (Hauptpreis)
- Literaturpreis Prenzlauer Berg: Jan Weidner – Angela Lehner – Nadine Schneider
- Literaturpreis Ruhr: Jürgen Brôcan (Hauptpreisträger)
- Luchs des Jahres: Super-Bruno von Håkon Øvreås (Autor), Øyvind Torseter (Illustrator) und Angelika Kutsch (Übersetzerin)
- Ludwig-Börne-Preis: Martin Meyer
- Lyrikpreis Orphil: Ulrike Draesner für Subsong (Hauptpreis); Rike Scheffler für der rest ist resonanz (Debütpreis)
- Mainzer Stadtschreiber: Clemens Meyer
- Mara-Cassens-Preis: Blauschmuck von Katharina Winkler
- Melusine-Huss-Preis: Guggolz Verlag für den Essayband Szenen aus Schottland von James Leslie Mitchell
- Mülheimer Dramatikerpreis: Wolfram Höll für Drei sind wir
- Mülheimer KinderStückePreis: Carsten Brandau für Himmel und Hände (Hauptpreisträger und Publikumspreisträger)
- Nachwuchspreis deutschsprachige Autorinnen und Autoren: Que Du Luu für Im Jahr des Affen
- NDR Kultur Sachbuchpreis: Als unser Deutsch erfunden wurde. Reise in die Lutherzeit von Bruno Preisendörfer
- Nicolas-Born-Preis: Ulrike Draesner (Hauptpreis); Joachim Meyerhoff (Debütpreis)
- Niederrheinischer Literaturpreis: Hermann-Josef Schüren
- Nordstemmer Zuckerrübe: Angstmän von Hartmut El Kurdi
- Oskar-Pastior-Preis: Anselm Glück
- Paul-Celan-Preis: Anne Birkenhauer
- Paul Scheerbart-Preis: Christoph Ferber für die Übersetzung des Lyrikbandes Was bleibt (wenn es bleibt) von Eugenio Montale
- Peter-Huchel-Preis für Lyrik: Istanbul, zusehends von Barbara Köhler
- Pfalzpreis für Literatur (Auswahl):
  - Pfalzpreis: Risiko und Idiotie. Streitschriften von Monika Rinck
  - Lebenswerkpreis: Wolfgang Ohler
- Das politische Buch: Lamya Kaddor für Zum Töten bereit. Warum deutsche Jugendliche in den Dschihad ziehen
- postpoetry.NRW (Auswahl): Jürgen Brôcan, Sebastian Polmans, Silke Andrea Schuemmer, Jan Skudlarek
- Preis der Leipziger Buchmesse:[51]
  - Belletristik: Frohburg von Guntram Vesper
  - Sachbuch/Essayistik: Georg Forster. Zwischen Freiheit und Naturgewalt von Jürgen Goldstein
  - Übersetzung: Die Tutoren von Bora Ćosić in der Übertragung von Brigitte Döbert
- Preis der LiteraTour Nord: Ulrich Schacht
- Rainer-Malkowski-Preis: Klaus Merz (Hauptpreis); Efrat Gal-Ed (Stipendium)
- Rattenfänger-Literaturpreis: Freunde der Nacht von Matthias Morgenroth (Autor) und Regina Kehn (Illustr.)
- Rheingau Literatur Preis: Saša Stanišić für Fallensteller (Erzählungen)
- Robert-Gernhardt-Preis:
  - Silke Scheuermann für das Lyrikprojekt Zweites Buch der Unruhe
  - Norbert Zähringer für sein Romanprojekt Wo wir waren
- Rolf-Dieter-Brinkmann-Stipendium: Bastian Schneider
- Roswitha-Preis: Nora Bossong
- Sächsischer Literaturpreis: Franziska Gerstenberg für So lange her, schon gar nicht mehr wahr
- Schiller-Gedächtnispreis: Ror Wolf
- Seraph (Bester phantastischer Roman): Der Winter der schwarzen Rosen von Nina Blazon
- Stadtschreiber von Bergen 2016/2017: Sherko Fatah
- Stefan-Andres-Preis: Ralf Rothmann
- Thaddäus-Troll-Preis: Felicitas Andresen für Sex mit Hermann Hesse
- Thomas-Mann-Preis: Jenny Erpenbeck
- Tukan-Preis: Was glaubt ihr denn. Urban Prayers von Björn Bicker
- Ulla-Hahn-Autorenpreis: Nachts ist es leise in Teheran von Shida Bazyar
- Ungewöhnlichster Buchtitel des Jahres: Hinfallen ist wie Anlehnen, nur später von Sebastian 23
- Uwe-Johnson-Preis: Jan Koneffke für Ein Sonntagskind
- Walter-Hasenclever-Literaturpreis: Jenny Erpenbeck
- Walter-Serner-Preis: Was anderes machen von Franziska Schramm
- Wilhelm-Lehmann-Preis: Stephan Wackwitz für Die Bilder meiner Mutter
- Wilhelm-Raabe-Literaturpreis: Heinz Strunk für Der goldene Handschuh
- Wolfgang-Koeppen-Preis: Thomas Hettche

### Internationale Literaturpreise
- Adam-Mickiewicz-Preis: Erwin Kruk für Nieobecność
- Akutagawa-Preis (1. Hj.): Konbini ningen von Sayaka Murata
- Aleksis-Kivi-Preis: Pirkko Saisio
- Andrew Carnegie Medals for Excellence in Fiction and Nonfiction:
  - Fiction: The Sympathizer von Viet Thanh Nguyen
  - Nonfiction: Hold Still: A Memoir with Photographs von Sally Mann
- Anisfield-Wolf Book Award (Auswahl):
  - Nonfiction: The Gay Revolution: The Story of the Struggle von Lillian Faderman
  - Lebenswerk: Orlando Patterson
- Anna Seghers-Preis: Yuri Herrera
- Anthony Awards (Auswahl):
  - Bester Roman: The Killing Kind von Chris Holm
  - Beste Kurzgeschichte: The Little Men von Megan Abbott
  - Bestes Sachbuch: Forensics: What Bugs, Burns, Prints, DNA, and More Tell Us About Crime von Val McDermid
- Anton-Wildgans-Preis: Margit Schreiner
- Arthur C. Clarke Award: Children of Time von Adrian Tchaikovsky
- Aschehoug-Literaturpreis: Per Petterson
- Astrid-Lindgren-Gedächtnis-Preis: Meg Rosoff
- August-Preis (Auswahl):
  - Kategorie Belletristik: De polyglotta älskarna von Lina Wolff
  - Kategorie Kinder- und Jugendbuch: Tio över ett von Ann-Helén Laestadius
- Bad Sex in Fiction Award: Erri De Luca für The Day Before Happiness
- Baileys Women’s Prize for Fiction: Lisa McInerney für The Glorious Heresies
- Baillie Gifford Prize for Non-Fiction: East West Street von Philippe Sands
- Basler Lyrikpreis: Ron Winkler
- Bellman-Preis: Göran Sonnevi
- Bokhandlerprisen: Arv og miljø von Vigdis Hjorth
- Bollinger Everyman Wodehouse Prize (Auswahl): Paul Murray für The Mark and the Void
- Brageprisen (Auswahl): Monica Isakstuen für Vær snill med dyrene
- Breslauer Lyrikpreis Silesius:
  - Gesamtwerk: Julian Kornhauser
  - Buch des Jahres: Nice von Barbara Klicka
  - Debüt des Jahres: Sierpień von Aldona Kopkiewicz
- Brücke Berlin Literatur- und Übersetzerpreis: Szczepan Twardoch (Autor) und Olaf Kühl (Übersetzer) für Drach
- Bruno-Kreisky-Preis für das politische Buch (Auswahl):
  - Hauptpreis: Branko Milanović für Die ungleiche Welt. Migration, das eine Prozent und die Zukunft der Mittelschicht
  - Publizistisches Gesamtwerk: Armin Thurnher
  - Sonderpreis: Ingrid Brodnig für Hass im Netz. Was wir gegen Hetze, Mobbing und Lügen tun können
- Buchpreis der Wiener Wirtschaft: Robert Seethaler
- Bündner Literaturpreis: Mariella Mehr
- Bunkamura Prix des Deux Magots: Fuminori Nakamura
- C.-Buddingh’-Preis: Marieke Lucas Rijneveld mit Kalfsvlies
- Carnegie Medal: One von Sarah Crossan
- CBI Book of the Year Award: One von Sarah Crossan
- Cervantespreis: Eduardo Mendoza
- Christine Lavant Preis: Kathrin Schmidt
- Coburger Rückert-Preis: Sema Kaygusuz
- Compton Crook Award: Updraft von Fran Wilde
- Cordwainer Smith Rediscovery Award: Judith Merril
- Costa Book Award:
  - Roman: Days Without End von Sebastian Barry (auch Costa Book of the Year)
  - Erster Roman: Golden Hill von Francis Spufford
  - Kinderbuch: The Bombs That Brought Us Together von Brian Conaghan
  - Lyrik: Falling Awake von Alice Oswald
  - Biografie: Dadland: A Journey into Uncharted Territory von Keggie Carew
- Critics’ Circle Theatre Award/Bestes neues Theaterstück: The Flick von Annie Baker
- Damon Knight Memorial Grand Master Award: C. J. Cherryh
- Det Danske Akademis Store Pris: Helle Helle
- Dayton Literary Peace Prize (Auswahl):
  - Fiction: The Sympathizer von Viet Thanh Nguyen
  - Holbrooke Award for Lifetime Achievement: Marilynne Robinson
- Dobloug-Preis:
  - Norwegische Preisträger: Inghill Johansen und Per Petterson
  - Schwedische Preisträger: Kristina Sandberg und Mirja Unge
- DR Romanpreis: En ny tid von Ida Jessen
- Drachmannlegatet: Kristina Stoltz
- Dylan Thomas Prize: Max Porter mit Grief is the Thing with Feathers
- Edgar Allan Poe Award (Auswahl):
  - Bester Debütroman: The Sympathizer von Viet Thanh Nguyen
  - Beste Kurzgeschichte: Bazaar of Bad Dreams von Stephen King
  - Lebenswerk – Grand Master Award: Walter Mosley
- Endeavour Award: Edge of Dark von Brenda Cooper
- Erich-Fried-Preis: Leif Randt
- Esther Glen Award: Kate De Goldi für From the Cutting Room of Barney Kettle
- Euregio-Schüler-Literaturpreis: Wann wird es endlich wieder so, wie es nie war von Joachim Meyerhoff
- Europäischer Märchenpreis: Hermann Bausinger
- Europäischer Preis für Literatur: Jaan Kaplinski
- Europäischer Übersetzerpreis Offenburg: Andreas Ecke für seine Übersetzungen aus dem Niederländischen
  - „Entdeckerpreis“ für eine außergewöhnliche Übersetzung: Jacqueline Crevoisier für ihre Übersetzung der „Ollie B. Bommel“-Geschichten von Marten Toonder ins Deutsche
- Fernando-Lara-Preis: Mi recuerdo es más fuerte que tu olvido von Paloma Sánchez-Garnica
- FIL-Preis: Norman Manea
- Franz-Hessel-Preis: Christine Wunnicke für Der Fuchs und Dr. Shimamura und Philippe Forest für Crue
- Franz-Kafka-Preis: Claudio Magris
- Friedebert-Tuglas-Novellenpreis: Awakenings von Maimu Berg und Sünnimärk von Jüri Kolk
- Gaylactic Spectrum Award: Luna: New Moon von Ian McDonald
- Georg-Trakl-Preis für Lyrik (Förderungspreis): Elke Laznia
- Geschwister-Scholl-Preis: Codename Caesar. Im Herzen der syrischen Todesmaschinerie von Garance Le Caisne
- Giller Prize: Do Not Say We Have Nothing von Madeleine Thien
- Goldsmiths Prize: Solar Bones von Mike McCormack
- Gottfried-Keller-Preis: Pietro De Marchi für La carta delle arance (Gedichte)
- Gouden Griffel: Anna Woltz für Gips
- Governor General’s Award for Fiction (englisch): Do Not Say We Have Nothing von Madeleine Thien
- Gran Premio de Honor de la Sociedad Argentina de Escritores: Luisa Valenzuela
- Grand Prix Gobert: La question de Palestine von Henry Laurens und Histoire de la culture équestre (XVIe–XIXe siècle) von Daniel Roche
- Grand Prix de l’Imaginaire (Auswahl):
  - Französischsprachiger Roman: Laurent Genefort, Lum’en
  - Fremdsprachiger Roman: Andri Snær Magnason, LoveStar
  - Französischsprachige Erzählung: Laurent Genefort, Ethfrag
  - Fremdsprachige Erzählung: Ken Liu, La Ménagerie de papier
  - Französischsprachiger Jugendroman: Christelle Dabos, La Passe-miroir (Teil 1 und 2)
- Grand Prix de Poésie: Bernard Noël
- Griffin Poetry Prize für das Lebenswerk: Adam Zagajewski
- Das große Buch:
  - 1. Platz: Zimniaia doroga von Leonid Jusefowitsch
  - 2. Platz: Luftgänger von Jewgeni Wodolaskin
  - 3. Platz: Jakobsleiter von Ljudmila Ulizkaja
- Großer Österreichischer Staatspreis: Gerhard Roth
- Großer Preis der Buchhändler (Japan): Der Klang der Wälder von Natsu Miyashita
- Guardian Children’s Fiction Prize: Crongton Knights von Alex Wheatle
- H. C. Artmann-Preis: Anselm Glück
- Hans Christian Andersen Preis: Cao Wenxuan (Autor) und Rotraut Susanne Berner (Illustratorin)
- Hans-Christian-Andersen-Literaturpreis: Haruki Murakami
- Harder Literaturpreis: Das Foto der Katze in der Wohnung des toten Mannes von Katharina Hartwell
- Hawthornden-Preis: The Past (dt.: Damals) von Tessa Hadley
- Hemingway Foundation PEN Award: Eileen von Ottessa Moshfegh
- Herralde-Romanpreis: No voy a pedirle a nadie que me crea von Juan Pablo Villalobos
- Hoffmann-von-Fallersleben-Preis: Gerhard Roth
- Horst-Bienek-Preis für Lyrik: Aleš Šteger; Förderpreis: Margitt Lehbert
- Hubert Evans Non-Fiction Prize: Brian Brett für Tuco: The Parrot, the Others, and A Scattershot World
- Hugo Award:
  - Bester Roman: The Fifth Season von N. K. Jemisin
  - Bester Kurzroman: Binti von Nnedi Okorafor
- Ida-Gerhardt-Poesiepreis: Wij totale vlam von Peter Verhelst
- Independent Foreign Fiction Prize: → Man Booker International Prize
- Ingeborg-Bachmann-Preis: Sharon Dodua Otoo: Herr Gröttrup setzt sich hin
- De Inktaap: Oorlog en terpentijn von Stefan Hertmans
- International DUBLIN Literary Award:[52] Family Life von Akhil Sharma
- International Prize for Arabic Fiction: Destinies: Concerto of the Holocaust and the Nakba von Rabai al-Madhoun
- Internationaler Literaturpreis – Haus der Kulturen der Welt:[53] Erschlagt die Armen![54] von Shumona Sinha in der Übersetzung von Lena Müller
- Irish Book Awards (Auswahl):
  - Roman: Solar Bones von Mike McCormack
  - Buch des Jahres (Fiction): Holding von Graham Norton
  - Buch des Jahres (Non-Fiction): Making It Up As I Go Along von Marian Keyes
  - Krimi: The Trespasser (dt.: Gefrorener Schrei) von Tana French
  - Sportbuch: The Battle von Paul O’Connell
  - International Recognition Award: Jilly Cooper
  - Lebenswerk: John Montague
- Isidora-Sekulić-Preis: Labud Dragić für Kukavičja pilad (dt.: Kuckucksküken)
- Isländischer Literaturpreis (Auswahl): Ör von Auður Ava Ólafsdóttir
- James Tait Black Memorial Prize:
  - Erzählende Literatur: You Don’t Have to Live Like this von Benjamin Markovits
  - Biografie: 1606: William Shakespeare and the Year of Lear von James S. Shapiro
  - Drama: Iphigenia in Splott von Gary Owen
- Jean-Améry-Preis: Adam Zagajewski
- Josef-Škvorecký-Preis: Zuzana Brabcová für Voliéry (postum)
- Karel-Čapek-Preis: Petr Šabach
- Karl-Emil-Tollander-Preis: Bengt Ahlfors
- Kazimierz-Wyka-Preis: Edward Balcerzan
- Kerry Group Irish Fiction Award: Anne Enright für The Green Road
- Kościelski-Preis: Maciej Płaza
- Kresnik-Preis: Otroštvo von Miha Mazzini
- Kreutzwald-Erinnerungsmedaille: Jüri Talvet
- KrimiZEIT-Bestenliste: Bitter Wash Road von Garry Disher
- Kritikerprisen (Norwegen) (Bestes Buch): Vigdis Hjorth für Arv og miljø
- Lambda Literary Awards (Auswahl):
  - Gay Erotica: Érotiques Suprèmes von Miodrag Kojadinović
  - Lesbian Fiction: Under the Udala Trees von Chinelo Okparanta
  - LGBT Children’s/Young Adult: George von Alex Gino
- Lannan Literary Awards (Auswahl):
  - Lannan Literary Award for Fiction: Kevin Barry
  - Lannan Literary Award for Poetry: Tyehimba Jess
  - Lannan Literary Fellowship for Poetry: Solmaz Sharif; Ocean Vuong
- Leipziger Buchpreis zur Europäischen Verständigung: Heinrich August Winkler für Geschichte des Westens (4 Bde.)
- Leo-Perutz-Preis: Racheherbst von Andreas Gruber
- LiBeraturpreis: Laksmi Pamuntjak für Alle Farben Rot
- Libris-Literaturpreis: Jij zegt het von Connie Palmen
- Literaturpreis Alpha: Barbi Marković für Superheldinnen
- Literaturpreis der Europäischen Union (Auswahl):[55]
  - Bosnien und Herzegowina: Satovi u majčinoj sobi von Tanja Stupar Trifunović
  - Deutschland: Vom Ende der Einsamkeit von Benedict Wells
  - Estland: Gogoli disko von Paavo Matsin
  - Finnland: Taivaalta tippuvat asiat von Selja Ahava
  - Slowenien: Na/pol von Jasmin B. Frelih
  - Zypern: Ένα αλπούμ ιστορίες (Album mit Geschichten) von Antonis Georgiou
- Literaturpreis Gdynia (Auswahl):
  - Prosa: Skoruń von Maciej Płaza
  - Dichtung: Nice von Barbara Klicka
  - Essayistik: Droga 816 von Michał Książek
- Literaturpreis des Nordischen Rates: Katarina Frostenson für Sånger och formler
- Literaturpreis des Samenrates: Mun lean čuoigi von Siri Broch Johansen
- Literaturpreis der Stadt Wien: Renate Welsh
- Los Angeles Times Book Prizes (Auswahl):
  - Aktuelles Interesse: Secondhand Time: The Last of the Soviets von Swetlana Alexijewitsch
  - Biografie: Hitler: Ascent, 1889–1939 von Volker Ullrich
  - Fiktion: Imagine Me Gone von Adam Haslett
  - Erstlingswerk: The Nix von Nathan Hill
  - Jugendbuch: The Lie Tree von Frances Hardinge
- Lotten-von-Kræmer-Preis: Kristoffer Leandoer
- Lydia-Eymann-Stipendium 2016/17: Werner Rohner
- Magnesia Litera (Auswahl):
  - Buch des Jahres: Točité věty von Daniela Hodrová
  - Prosa: Do tmy von Anna Bolavá
- Man Booker Prize for Fiction: The Sellout von Paul Beatty
- Man Booker International Prize: The Vegetarian von Han Kang (Autorin) und Deborah Smith (Übersetzerin)
- manuskripte-Preis: Andreas Unterweger
- Matt-Cohen-Preis: Brian Brett
- Mishima-Preis: Hakushaku fujin von Shigehiko Hasumi
- Nadal-Literaturpreis: Víctor del Árbol für La víspera de casi todo
- National Book Awards:
  - Prosa: Colson Whitehead mit The Underground Railroad
  - Sachbuch: Ibram X. Kendi mit Stamped from the Beginning: The Definitive History of Racist Ideas in America
  - Lyrik: Daniel Borzutzky mit The Performance of Becoming Human
  - Jugendbuch: John Lewis, Andrew Aydin, Nate Powell mit March: Book Three
  - Besondere Verdienste (Lebenswerk): Cave Canem
  - Literarisches Lebenswerk: Robert A. Caro
- National Book Critics Circle Awards (Auswahl):
  - Roman: LaRose von Louise Erdrich
  - Lebenswerk: Margaret Atwood
  - John Leonard Award: Homegoing von Yaa Gyasi
- Neustadt International Prize for Literature: Dubravka Ugrešić
- Newbery Medal: Matt de la Peña mit Last Stop on Market Street
- Nike: Nakarmić kamień von Bronka Nowicka
- Nils-Holgersson-Plakette: Frida Nilsson für Ishavspirater
- Nobelpreis für Literatur: Bob Dylan[56]
- Nordischer Preis der Schwedischen Akademie: Monika Fagerholm
- Opzij-Literaturpreis: Dertig dagen von Annelies Verbeke
- Orwell Award: David Greenberg für Republic of Spin: An Inside History of the American Presidency
- Orwell Prize (Auswahl):
  - Kategorie „Buch“: The Invention of Russia von Arkady Ostrovsky
  - Exposing Britain’s Social Evils: Words fail us: Dementia and the arts von Nicci Gerrard
- Osaragi-Jirō-Preis: Kikyō von Jirō Asada
- Österreichischer Buchpreis:
  - Hauptpreis: fleurs von Friederike Mayröcker
  - Debütpreis: Traurige Freiheit von Friederike Gösweiner
- Österreichischer Kunstpreis für Literatur: Sabine Gruber
- Österreichischer Staatspreis für Europäische Literatur: Andrzej Stasiuk
- Österreichischer Staatspreis für Kulturpublizistik: Alfred J. Noll
- Outstanding Artist Award für Literatur: Angelika Reitzer
- Park-Kyung-ni-Literaturpreis: Ngũgĩ wa Thiong’o
- Paul-Snoek-Poesiepreis: Alfred Schaffer für Mens Dier Ding
- P.C.-Hooft-Preis für erzählende Prosa: Astrid Roemer
- PEN/Faulkner Award: James Hannaham für Delicious Foods
- PEN Pinter Prize: Margaret Atwood
- Philip K. Dick Award (für die beste SF-Veröffentlichung 2015): Apex von Ramez Naam
- Premio Alfaguara de Novela: La noche de la usina von Eduardo Sacheri
- Premio Bancarella: La Ragazza di fronte von Margherita Oggero
- Prémio Camões: Raduan Nassar
- Premio Campiello: La prima verità von Simona Vinci
- Premio Friuli Storia: I nemici della Repubblica. Storia degli anni di piombo von Vladimiro Satta
- Premio Gregor von Rezzori:
  - Bestes ausländisches Werk: Der Körper von Mircea Cărtărescu
  - Beste Übersetzung ins Italienische: L’arte di collezionare mosche (dt. Die Fliegenfalle) von Fredrik Sjöberg, übersetzt von Fulvio Ferrari
- Premio Iberoamericano de Narrativa Manuel Rojas: César Aira
- Prêmio Jabuti de Poesia: Agora Aqui Ninguém Precisa de Si von Arnaldo Antunes
- Prêmio Jabuti de Romance: A resistência von Julián Fuks
- Prêmio Juca Pato: Luiz Bernardo Pericás
- Prêmio Machado de Assis: Ignácio de Loyola Brandão
- Premio Malaparte: Elizabeth Strout
- Premio Mondello (Premio Autore Straniero): Marilynne Robinson
- Premio Planeta: Todo esto te daré von Dolores Redondo
- Premio Strega: La scuola cattolica von Edoardo Albinati
- Premio Stresa: La felicità dell’attesa von Carmine Abate
- Preis der Prešeren-Stiftung: Cvetka Lipuš für den Gedichtband Kaj smo, ko smo
- Prinzessin-von-Asturien-Preis für Literatur: Richard Ford
- Pritzker Literature Award for Lifetime Achievement in Military Writing: Hew Strachan
- Prix Décembre: Comment Baptiste est mort von Alain Blottière
- Prix européen de l’essai Charles Veillon: Richard Sennett für Zusammenarbeit – Was unsere Gesellschaft zusammenhält
- Prix Femina: Le Garçon von Marcus Malte
- Prix Femina Essai: Charlotte Delbo, la vie retrouvée von Ghislaine Dunant
- Prix Femina Étranger: Les Vies de papier von Rabih Alameddine
- Prix Goncourt (Roman): Chanson douce von Leïla Slimani
- Prix Goncourt (Debütroman): De nos frères blessés von Joseph Andras (Annahme abgelehnt)
- Prix Goncourt de la nouvelle: Histoires von Marie-Hélène Lafon
- Prix Goncourt des lycéens: Petit pays von Gaël Faye
- Prix des Libraires: Il était une ville von Thomas Reverdy
- Prix du livre européen:
  - Kategorie Essay: Le Plus et le Moins von Erri De Luca
  - Kategorie Roman: L’Imposteur von Javier Cercas
- Prix du Livre Inter: 7 von Tristan Garcia
- Prix Mallarmé: Gérard Bayo, Neige suivi de Vivante étoile
- Prix Masterton:
  - Französischsprachiger Roman: Le Manuscrit Robinson von Laurent Whale
  - Fremdsprachiger Roman / Übersetzung: Tétraméron von José Carlos Somoza
- Prix Médicis: Laëtitia ou la fin des hommes von Ivan Jablonka
- Prix Médicis essai: Boxe von Jacques Henric
- Prix Médicis étranger: Les élus von Steve Sem-Sandberg
- Prix Méditerranée: Teresa Cremisi für La Triomphante
- Prix Méditerranée Étranger: Lluís Llach für Les yeux fardés
- Prix du Meilleur livre étranger:
  - Essay: Les Portes du néant von Samar Yazbek
  - Roman: M pour Mabel von Helen Macdonald
- Prix mondial Cino Del Duca: Sylvie Germain
- Prix Mystère de la critique:
  - National: Pukhtu : Primo von DOA
  - International: L’Enfer de Church Street von Jake Hinkson
- Prix du polar européen: Surtensions von Olivier Norek
- Prix du premier roman:
  - Prix du premier roman français: Petit pays von Gaël Faye
  - Prix du premier roman étranger: Sur cette terre comme au ciel von Davide Enia
- Prix Rambert: Philippe Rahmy für Allegra
- Prix Renaudot: Babylone von Yasmina Reza
- Prix du roman populiste: Police von Hugo Boris
- Prix Rosny aîné:
  - Bester Roman: Lum’en von Laurent Genefort
  - Beste Novelle: Ethfrag von Laurent Genefort
  - „Prix Cyrano“ für das Lebenswerk: Pierre Bordage
- Prix Saint-Simon: Je dirai malgré tout que cette vie fut belle von Jean d’Ormesson
- Prometheus Awards (Auswahl):
  - Bester Roman: Seveneves von Neal Stephenson
  - Prometheus Hall of Fame Award: Courtship Rite von Donald Kingsbury
  - Special Award für das Lebenswerk: L. Neil Smith
- Pulitzer-Preise:
  - Belletristik: The Sympathizer von Viet Thanh Nguyen
  - Drama: Hamilton von Lin-Manuel Miranda
  - Dichtung: Ozone Journal von Peter Balakian
  - Biographie / Autobiographie: Barbarian Days: A Surfing Life von William Finnegan
  - Geschichte: Custer’s Trials: A Life on the Frontier of a New America von T. J. Stiles
  - Sachbuch: Black Flags: The Rise of ISIS von Joby Warrick
  - Feature Writing: Kathryn Schulz (The New Yorker)
- Rauriser Literaturpreis: Staubzunge von Hanna Sukare
- Rea Award for the Short Story: Jim Shepard
- Reinhard-Priessnitz-Preis: Sandra Gugić
- Riksmålsforbundets barne- og ungdomsbokpris: Gro Dahle für Blekkspruten
- Riksmålsforbundets litteraturpris: Tom Egeland für Djevelmasken
- Ripper Award: Sebastian Fitzek
- Riverton-Preis:
  - Bestes kriminalliterarisches Werk: En femte årstid von Torkil Damhaug
  - Ehrenpreis (National): Jo Nesbø
- Robert-Walser-Preis: Hiver à Sokcho von Elisa Shua Dusapin
- Romanpreis des Schwedischen Radios: Mary von Aris Fioretos
- Samuel-Bogumil-Linde-Preis: Kazimierz Brakoniecki und Jan Wagner
- Samuel Eliot Morison Prize: Conrad Crane
- Schweizer Buchpreis: Die Toten von Christian Kracht
- Schweizer Literaturpreise (Auswahl):
  - Plaine des héros von Yves Laplace
  - Le prix von Antoinette Rychner
  - Wie wir älter werden von Ruth Schweikert
  - Eins im Andern von Monique Schwitter
  - Tamangur von Leta Semadeni
  - „Schweizer Grand Prix Literatur“: Alberto Nessi; Spezialpreis Übersetzung: Hartmut Fähndrich
- Selma-Lagerlöf-Preis: Sara Stridsberg
- Siegfried Lenz Preis: Julian Barnes
- Skandinavischer Krimipreis: Harpiks von Ane Riel
- Skylark Award: Gardner Dozois
- Solothurner Literaturpreis: Ruth Schweikert
- Spycher: Literaturpreis Leuk: Abbas Khider
- Stonewall Book Awards:
  - Kategorie „Literature“: The Gods of Tango von Carolina De Robertis
  - Kategorie „Children’s Books“: George von Alex Gino
  - Kategorie „Young Adult“: The Porcupine of Truth von Bill Konigsberg
  - Kategorie „Non-fiction“: Speak Now: Marriage Equality on Trial von Kenji Yoshino
- Straelener Übersetzerpreis der Kunststiftung NRW: Brigitte Döbert für ihre Übersetzung des Romans Die Tutoren von Bora Ćosić sowie ihr übersetzerisches Lebenswerk
- Studer/Ganz-Preis (deutschsprachig): Flechten (Manuskript) von Barbara Schibli
- Sultprisen: Johan Harstad
- Theodor-Kramer-Preis: Stefan Horvath und Gerhard Scheit
- Tomas Tranströmerpriset für Lyrik: Sirkka Turkka
- Tucholsky-Preis (Schweden): Aslı Erdoğan
- Veza-Canetti-Preis der Stadt Wien: Ilse Kilic
- VSB-Poesiepreis: Idyllen von Ilja Leonard Pfeijffer
- Walter Scott Prize: Tightrope von Simon Mawer
- Wartholz-Literaturpreis: Susanna Mewe; Publikumspreis und Land Niederösterreich Literaturpreis: Robert Prosser
- Welt-Literaturpreis: Zadie Smith
- Wiener Werkstattpreis:
  - Jurypreis: Sandra Gugić
  - Publikumspreis: Sarah Berger
  - Sonderpreis: Verena Mermer
- William Hill Sports Book of the Year: Barbarian Days: A Surfing Life von William Finnegan
- Windham–Campbell Literature Prize (Auswahl):
  - Fiction: Tessa Hadley
  - Non-Fiction: Hilton Als; Stanley Crouch; Helen Garner
- Wingate Literary Prize (Non-fiction): Nikolaus Wachsmann für KL: A History of the Nazi Concentration Camps
- Würth-Preis für Europäische Literatur: Peter Handke
- W.Y. Boyd Literary Award for Excellence in Military Fiction: Ralph Peters für Valley of the Shadow
- Yi-Sang-Literaturpreis: Kim Kyung-uk

## Verwandte Preise und Ehrungen
- Aby-Warburg-Preis: Sigrid Weigel
- Albertus-Magnus-Professur: Judith Butler
- Asahi-Preis (Auswahl): Moto Hagio
- Ausonius-Preis: Wolfram Ax
- Bayerischer Kunstförderpreis – Sparte „Literatur“:
  - Pierre Jarawan für Am Ende bleiben die Zedern
  - Mercedes Lauenstein für Nachts
  - Jan Schönherr, insbes. für die Übersetzungen Angel Baby von Richard Lange und Freedom’s Child von Jax Miller
- Binding-Kulturpreis: Literarischer Verlag Schöffling & Co.
- Brüder-Grimm-Poetikprofessur: Sven Regener
- Buber-Rosenzweig-Medaille: Micha Brumlik
- Buchlust-Publikumspreis: Reprodukt Verlag
- Calwer Hermann-Hesse-Stipendium: Esther Kinsky; Zsuzsa Bánk
- Carl-von-Ossietzky-Preis für Zeitgeschichte und Politik: Ahmad Mansour
- Deutscher Kinderhörspielpreis: Gib’s zurück! von Silke Seibold
- Deutscher Musikautorenpreis (Text Singer-Songwriter): Sven Regener
- Deutscher Sprachpreis: Gerhard Stadelmaier
- Deutscher Theaterpreis Der Faust für das Lebenswerk: Hans Neuenfels
- Erasmuspreis: A. S. Byatt
- First Fandom Hall of Fame Award (Auswahl): Ben Bova
- Förderpreis des Landes Nordrhein-Westfalen (Sparte Literatur): Sonja vom Brocke und Georg Leß
- Frank-Schirrmacher-Preis: Michel Houellebecq
- Friedenspreis des Deutschen Buchhandels: Carolin Emcke
- Friedrich-Gundolf-Preis: Hubert Orłowski
- GDCh-Preis für Journalisten und Schriftsteller: Redaktion Chemie der deutschsprachigen Wikipedia
- George-Sarton-Medaille: Katharine Park
- Goethe-Medaille (Auswahl): Jurij Andruchowytsch; Akinbode Akinbiyi
- Großer Kunstpreis Berlin (Sparte Darstellende Kunst): Frank Castorf (Theaterregie)
- Heinrich-Heine-Preis der Stadt Düsseldorf: A. L. Kennedy
- Herder-Medaille (IHS): Wolfgang Proß
- von der Heydt-Kulturpreis: Bazon Brock
- Ho-Am-Preis, Kategorie „Kunst“: Hwang Tong-gyu
- Holberg-Preis: Stephen Greenblatt
- Ig-Nobelpreis (Literatur): Fredrik Sjöberg
- Illustrationspreis für Kinder- und Jugendbücher: Stian Hole für Morkels Alphabet
- Internationaler Literaturfilmpreis: Nocturnal Animals von Tom Ford
- Jakob-Prandtauer-Preis für Wissenschaft und Kunst (Auswahl): Zdenka Becker
- Johan-Skytte-Preis: Jon Elster
- K.-H. Zillmer-Verlegerpreis: Jörg Sundermeier
- Kossuth-Preis (Auswahl): Géza Röhrig[57]
- Kulturpreis der Stadt Basel: Ulrich Blumenbach
- Kurt-Wolff-Preis: Ch. Links Verlag; Förderpreis: Verlag Vorwerk 8
- Kyoto-Preis (Auswahl): Martha Nussbaum
- Kythera-Preis: Wolf Lepenies
- Lauener Preis: Thomas M. Scanlon
- Laurence Olivier Award for Best New Play: Hangmen von Martin McDonagh
- Leibniz-Preis (Auswahl): Dag Nikolaus Hasse; Christoph Möllers; Bénédicte Savoy
- Leopold-Lucas-Preis: Adam Zagajewski
- Lessing-Preis für Kritik: Dieter Wieland; Förderpreis: Thies Marsen
- Lew-Kopelew-Preis: Wladimir Woinowitsch
- Litteris et Artibus (Auswahl): Lars Lerin
- Ludwig-Mülheims-Theaterpreis: Lot Vekemans
- Luise-Büchner-Preis für Publizistik: Luise F. Pusch
- M100 Media Award: Roberto Saviano
- MacArthur Fellowship (Auswahl): Maggie Nelson; Claudia Rankine; Gene Luen Yang
- Mainichi-Kulturpreis (Auswahl): Masahiko Shimada für Sorajin no hoshi
- Marion Dönhoff Preis: Navid Kermani
- Max-und-Moritz-Preis (Auswahl):
  - Bester deutschsprachiger Comic: Madgermanes von Birgit Weyhe
  - Bester deutschsprachiger Comic-Strip: Das Hochhaus. 102 Etagen Leben von Katharina Greve
  - Bester deutschsprachiger Comic-Künstler: Barbara Yelin
  - Sonderpreis für ein herausragendes Lebenswerk: Claire Bretécher
- Michael-Althen-Preis: Kia Vahland für den Feuilleton-Essay Meister, die vom Himmel fallen
- Molson Prize: Marie-Claire Blais
- Moses Mendelssohn Medaille: Ulla Berkéwicz
- Nestroy-Theaterpreis/Bestes Stück – Autorenpreis: Yael Ronen für Lost and Found
- Niederösterreichischer Kulturpreis, Kategorie Literatur:
  - Würdigungspreis: Gerhard Ruiss
  - Anerkennungspreise: Daniela Meisel und Marlen Schachinger
- Österreichischer Kunstpreis für Kinder- und Jugendliteratur: Linda Wolfsgruber
- Philosophischer Buchpreis: Hegel und wir. Frankfurter Adorno-Vorlesungen 2013 von Albrecht Koschorke
- Preis des Historischen Kollegs: Karl Schlögel, vornehmlich für Terror und Traum. Moskau 1937
- Preis der Literaturhäuser: Ulf Stolterfoht
- Preis der Stadt Wien für Publizistik: Hellmut Butterweck
- Prix de l’Académie de Berlin: Cécile Wajsbrot
- Prix Voltaire: Raif Badawi
- Schillerpreis der Stadt Mannheim: Klaus Theweleit
- Schönste deutsche Bücher: Liste der Preisträger 2016
  - Das schönste deutsche Buch 2016: Architekturführer Köln[58]
- Schwabinger Kunstpreis (Auswahl): Eva Gesine Baur
- Schweizer Grand Prix Theater / Hans-Reinhart-Ring: Theater HORA
- Sigmund-Freud-Preis für wissenschaftliche Prosa: Jan Assmann
- Tassilo-Preis (Auswahl): Anton G. Leitner
- Templeton-Preis: Jonathan Sacks
- Theodor-Körner-Preis (Literatur): Birgit Birnbacher, Nadine Kegele
- Tractatus-Preis: Resonanz – Eine Soziologie der Weltbeziehung von Hartmut Rosa
- Übersetzerbarke: Sebastian Guggolz
- Verleger des Jahres: Klaus Schöffling
- Virenschleuder-Preis (Auswahl):
  - Kategorie Idee: Carl Hanser Verlag
  - Kategorie Strategie/Plattform: Carlsen Verlag
  - Kategorie Kampagne: Kulturkaufhaus Dussmann
- Willy-Brandt-Preis (Auswahl): Jon Fosse
- Wolfram-von-Eschenbach-Preis: Hermann Glaser
- Wolfson History Prize:
  - Augustine: Conversions and Confessions von Robin Lane Fox
  - KL: A History of the Nazi Concentration Camps von Nikolaus Wachsmann